# Liste der Biografien/Dia
Liste der Biografien |
Portal Biografien |
Personensuche
# |
A |
B |
C |
D |
E |
F |
G |
H |
I |
J |
K |
L |
M |
N |
O |
P |
Q |
R |
S |
T |
U |
V |
W |
X |
Y |
Z |
?
 
Da |
Db |
Dc |
Dd |
De |
Dg |
Dh |
Di |
Dj |
Dk |
Dl |
Dm |
Dn |
Do |
Dq |
Dr |
Ds |
Du |
Dv |
Dw |
Dy |
Dz
 
Dia |
Dib |
Dic |
Did |
Die |
Dif |
Dig |
Dih |
Dij |
Dik |
Dil |
Dim |
Din |
Dio |
Dip |
Diq |
Dir |
Dis |
Dit |
Diu |
Div |
Diw |
Dix |
Diy |
Diz
Die Liste der Biografien führt alle Personen auf, die in der deutschsprachigen Wikipedia einen Artikel haben. Dieses ist eine Teilliste mit 681 Einträgen von Personen, deren Namen mit den Buchstaben „Dia“ beginnt.

## Dia
- Dia Ba, Amadou (* 1958), senegalesischer Hürdenläufer
- Dia Diouf, Nafissatou (* 1973), senegalesische Autorin
- Dia, Ali (* 1965), senegalesischer Fußballspieler
- Dia, Amadou Cissé (1915–2002), senegalesischer Politiker, Parlamentspräsident
- Dia, Boulaye (* 1996), französischer Fußballspieler
- Dia, Fabé (* 1977), französische Sprinterin
- Dia, Fadouma (* 1976), senegalesische Fußballschiedsrichterin
- Dia, Issiar (* 1987), senegalesischer Fußballspieler
- Dia, Mamadou (1910–2009), senegalesischer Politiker, Premierminister des Senegal
- Dia, Mamadou Chérif (* 1984), malischer Dreispringer
- Dia, Mansour (* 1940), senegalesischer Weit- und Dreispringer
- Dia, Simon (* 1992), französisch-senegalesischer Fußballspieler

### Diab
- Diab, Amr (* 1961), ägyptischer SängerAmr Diab (* 1961)

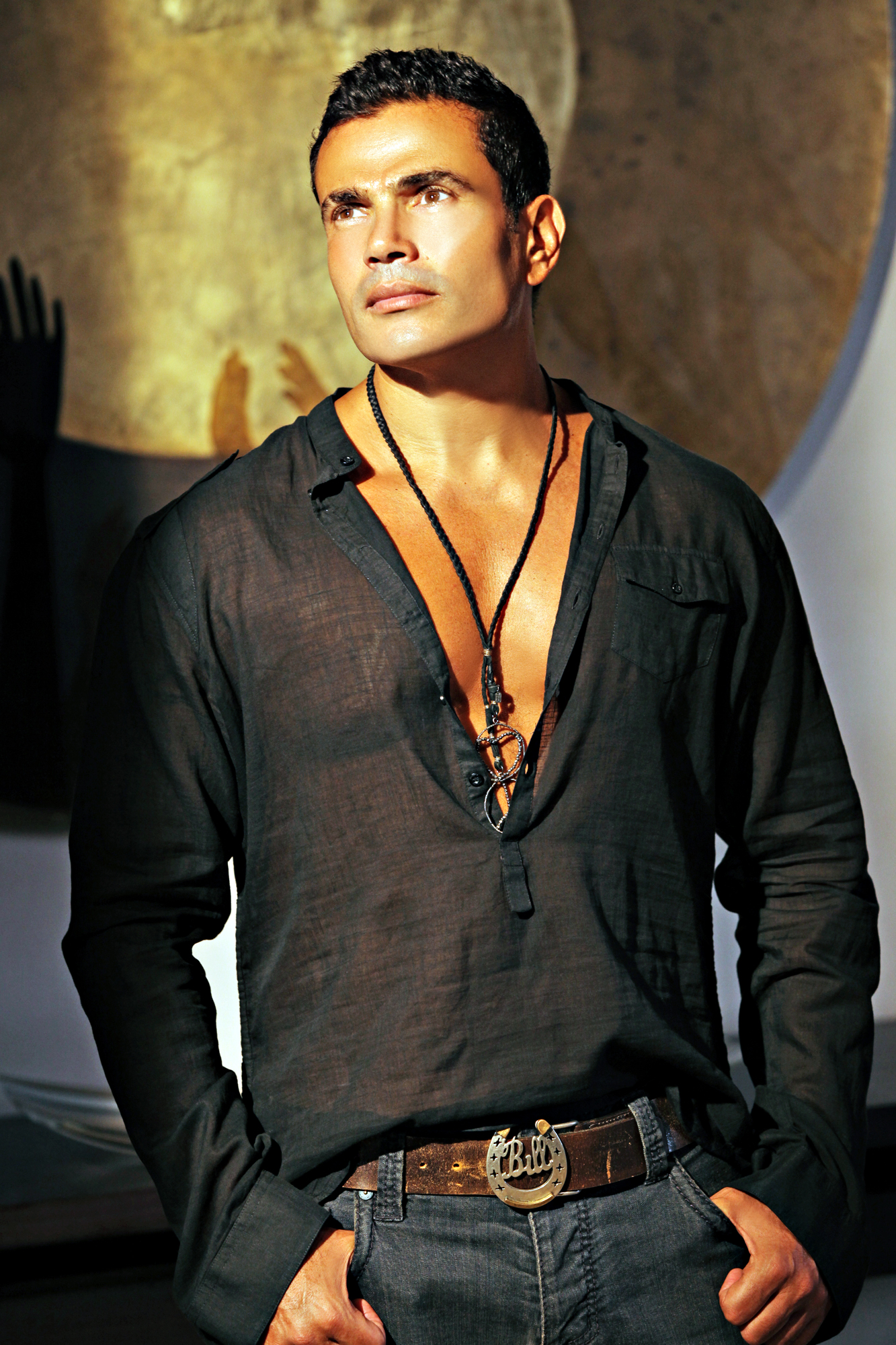
Amr Diab (* 1961)

- Diab, Assil, sudanesische Grafikdesignerin und Graffiti-Künstlerin
- Diab, Hassan (* 1959), libanesischer Hochschullehrer und Politiker
- Diab, Ramzia, gambisch-libanesische Politikerin und Diplomatin
- Diab, Raschid (* 1957), sudanesischer Maler
- Diabang, Mamadou (* 1979), senegalesischer FußballspielerMamadou Diabang (* 1979)

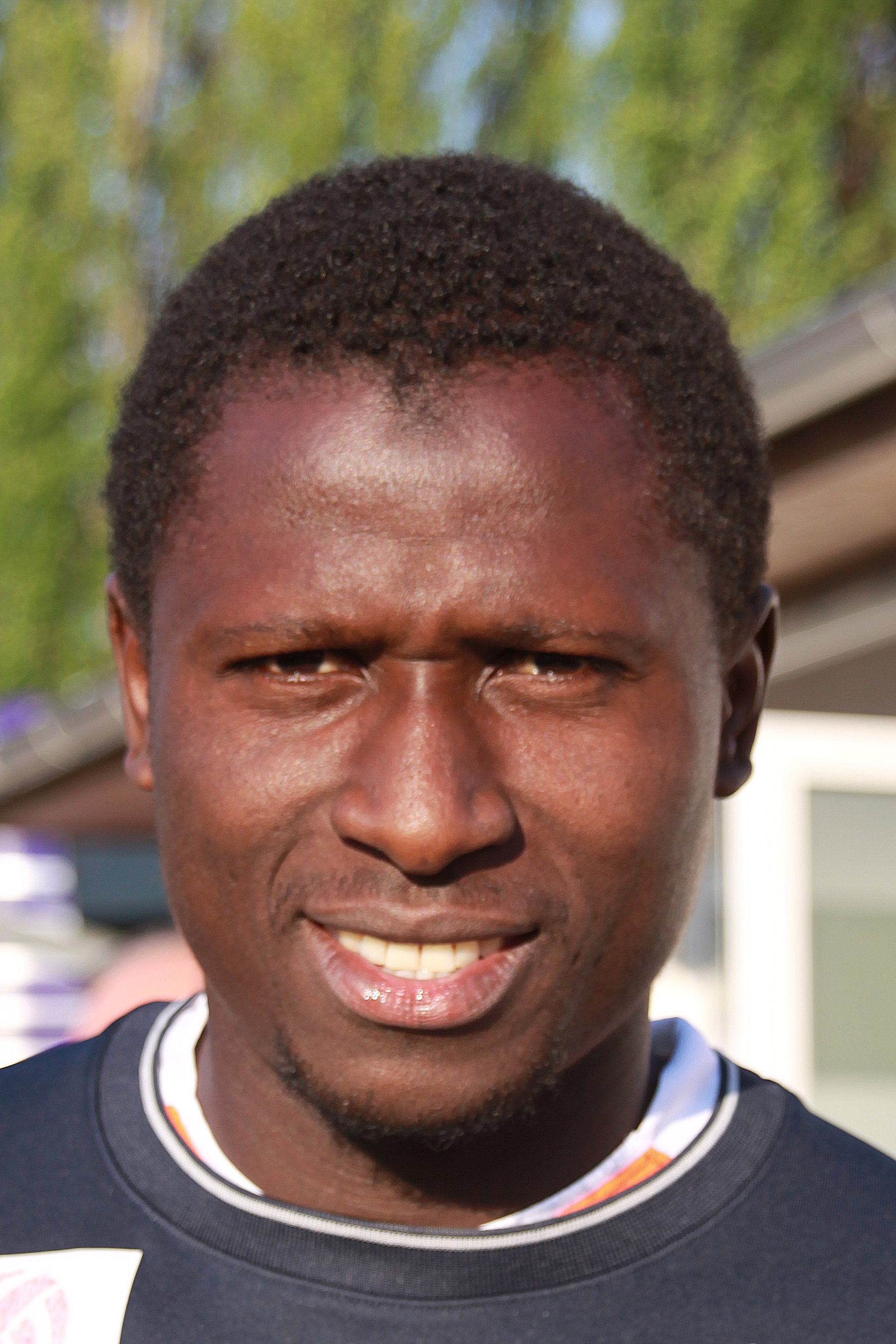
Mamadou Diabang (* 1979)

- Diabaté, Abdoulaye (1959–2025), senegalesischer Jazzmusiker (Piano)
- Diabaté, Aïchata (* 2005), malische Schwimmerin
- Diabaté, Bassekou (* 2000), malischer Fußballspieler
- Diabaté, Cheick (* 1988), malischer Fußballnationalspieler
- Diabaté, Cheick Mamadou (* 2004), ivorischer Fußballspieler
- Diabaté, Fatoumata (* 1980), malische Fotografin
- Diabaté, Fousseni (* 1995), malisch-französischer Fußballspieler
- Diabaté, Henriette (* 1935), ivorische Politikerin (RDR) und Historikerin
- Diabate, Ibrahim (* 1999), ivorischer Fußballspieler
- Diabaté, Kélétigui (1931–2012), malischer Musiker
- Diabate, Mamadou (* 1973), burkinischer Musiker und Komponist
- Diabaté, Massa Makan (1938–1988), malischer Schriftsteller
- Diabaté, Moussa (* 2002), französischer Basketballspieler
- Diabaté, Sona (* 1959), guineische Sängerin
- Diabate, Souleymane (* 1991), malischer Fußballspieler
- Diabaté, Soumaïla (* 2004), malischer Fußballspieler
- Diabaté, Toumani (1965–2024), malischer Koraspieler
- Diabaté, Zie (* 1989), ivorischer Fußballspieler
- Diabaye, Fatou (* 1985), senegalesische Leichtathletin
- Diabelli, Anton (1781–1858), österreichischer Komponist und Musikverleger
- Diaby, Abdoulaye (* 2000), malischer Fußballspieler
- Diaby, Abou (* 1986), französischer Fußballspieler
- Diaby, Karamba (* 1961), deutscher Politiker (SPD), MdBKaramba Diaby (* 1961)

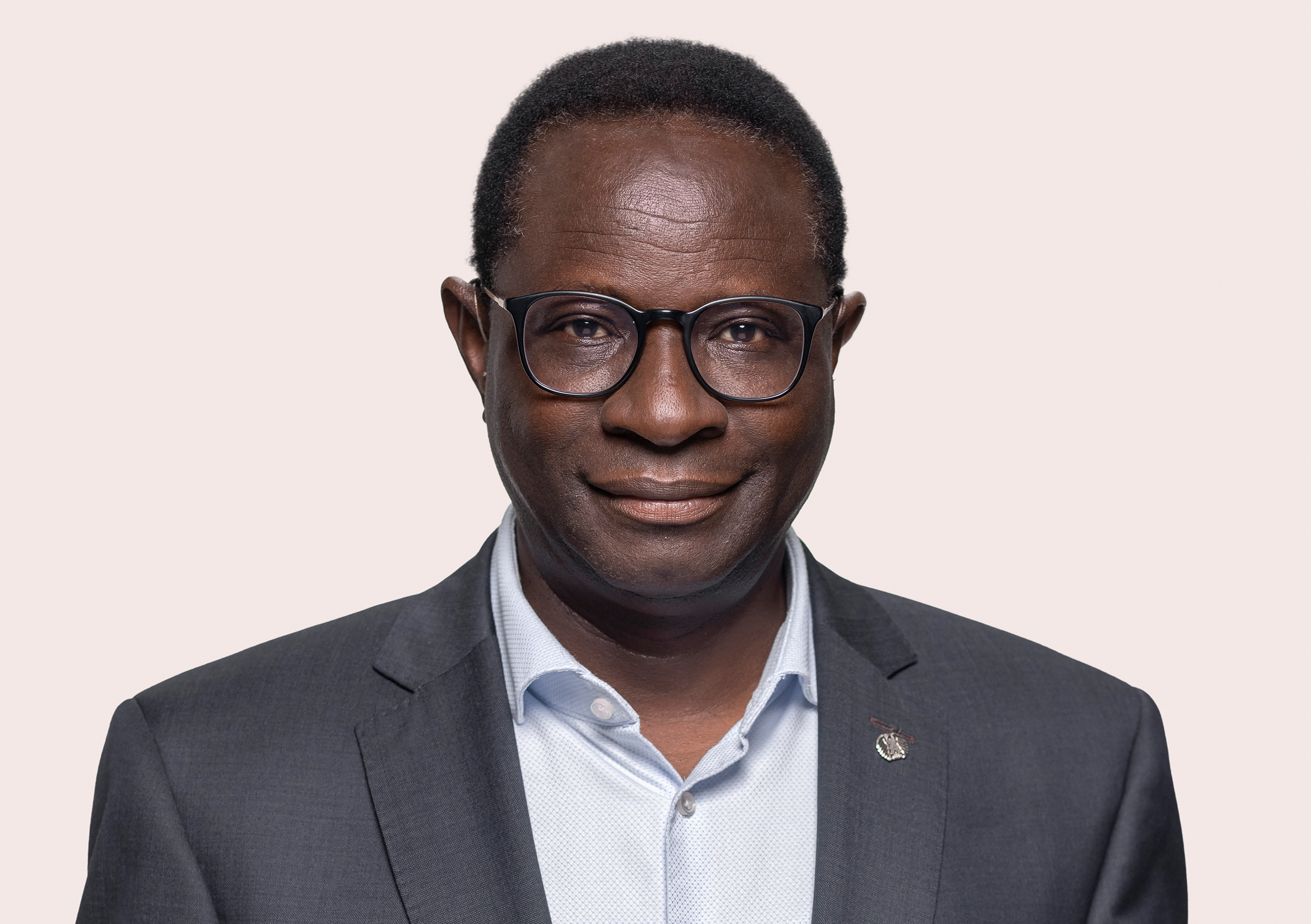
Karamba Diaby (* 1961)

- Diaby, Moussa (* 1999), französischer Fußballspieler
- Diaby, Souleymane (* 1999), ivorischer Fußballspieler
- Diaby, Yadaly (* 2000), französisch-guineischer Fußballspieler
- Diaby-Fadiga, Lamine (* 2001), französisch-guineischer Fußballspieler

### Diac
- Diack, John Michael (1869–1946), schottischer Musikverleger, Komponist und Vokalpädagoge
- Diack, Lamine (1933–2021), senegalesischer Sportfunktionär
- Diaconescu, Camelia (* 1963), rumänische Ruderin
- Diaconescu, Cristian (* 1959), rumänischer Rechtswissenschaftler, Diplomat und Politiker
- Diaconescu, Maria (* 1937), rumänische Leichtathletin
- Diaconide, Elias (1891–1945), rumänischer Romanist und Rumänist
- Diaconis, Persi (* 1945), US-amerikanischer Mathematiker
- Diacono, Auguste (1863–1945), deutsche Theaterschauspielerin
- Diaconu, Adina (* 1999), rumänische Tischtennisspielerin
- Diaconu, Adrian (* 1978), rumänischer Boxer
- Diaconú, Alina (* 1945), argentinische Schriftstellerin rumänischer Herkunft
- Diaconu, Eusebiu (* 1981), rumänischer Ringer
- Diaconu, Mircea (1949–2024), rumänischer Politiker (Partidul Național Liberal), MdEP und Schauspieler
- Diaconu, Petre (1924–2007), rumänischer Archäologe und Historiker
- Diaconu, Raluca (* 1986), rumänische Sängerin, Gesangspädagogin und Radiomoderatorin
- Diacre, Corinne (* 1974), französische Fußballspielerin und -trainerin

### Diad
- Diadhiou, Aminata (* 1987), senegalesische Fußballspielerin
- Diado, Amadou (* 1940), nigrischer Journalist
- Diadochus von Photice, Bischof und christlicher Autor
- Diadulia, Alexandr (* 1982), belarussischer Skispringer
- Diadumenianus (208–218), Sohn des römischen Kaisers MacrinusDiadumenianus (208–218)

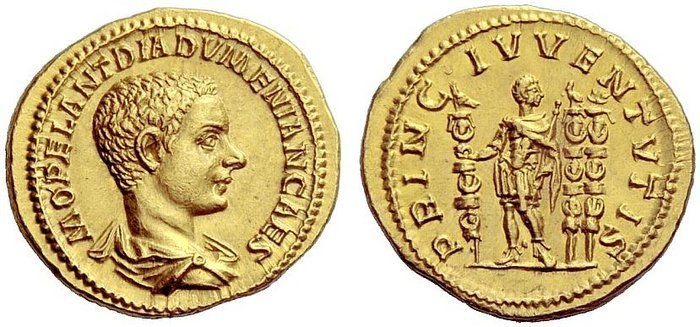
Diadumenianus (208–218)

### Diaf
- Diafat, Dida (* 1970), algerischer Muay-Thai-Kämpfer

### Diag
- Diagana, Alpha (* 1993), mauretanischer Sprinter
- Diagana, Stéphane (* 1969), französischer Leichtathlet
- Diage, Louis (1905–1979), US-amerikanischer Szenenbildner beim Film
- Diagne Fada, Modou (* 1969), senegalesischer Politiker
- Diagne, Blaise (1872–1934), senegalesisch-französischer Politiker, Mitglied der französischen Nationalversammlung, Bürgermeister von Dakar
- Diagne, Fallou (* 1989), senegalesisch-französischer Fußballspieler
- Diagne, Ismaila (* 2006), senegalesischer Basketballspieler
- Diagne, Khoury, senegalesische Sprinterin
- Diagne, Mbaye († 1994), senegalesischer Offizier
- Diagne, Mbaye (* 1991), senegalesischer Fußballspieler
- Diagne, Moussa (* 1984), US-amerikanisch-senegalesischer Basketballspieler
- Diagne, Raoul (1910–2002), französischer Fußballspieler
- Diago, Sahily (* 1995), kubanische Mittelstreckenläuferin
- Diagoras von Melos, griechischer Lyriker und Sophist
- Diagoras von Rhodos, altgriechischer Boxer
- Diagouraga, Fanta (* 2000), französisch-kongolesische Handballspielerin

### Diah
- Diah, Herawati (1917–2016), indonesische Journalistin

### Diak
- Diaka, Bernardin Mungul (1933–1999), kongolesischer Politiker, Premierminister von Zaire
- Diakhaby, Adama (* 1996), französischer FußballspielerAdama Diakhaby (* 1996)

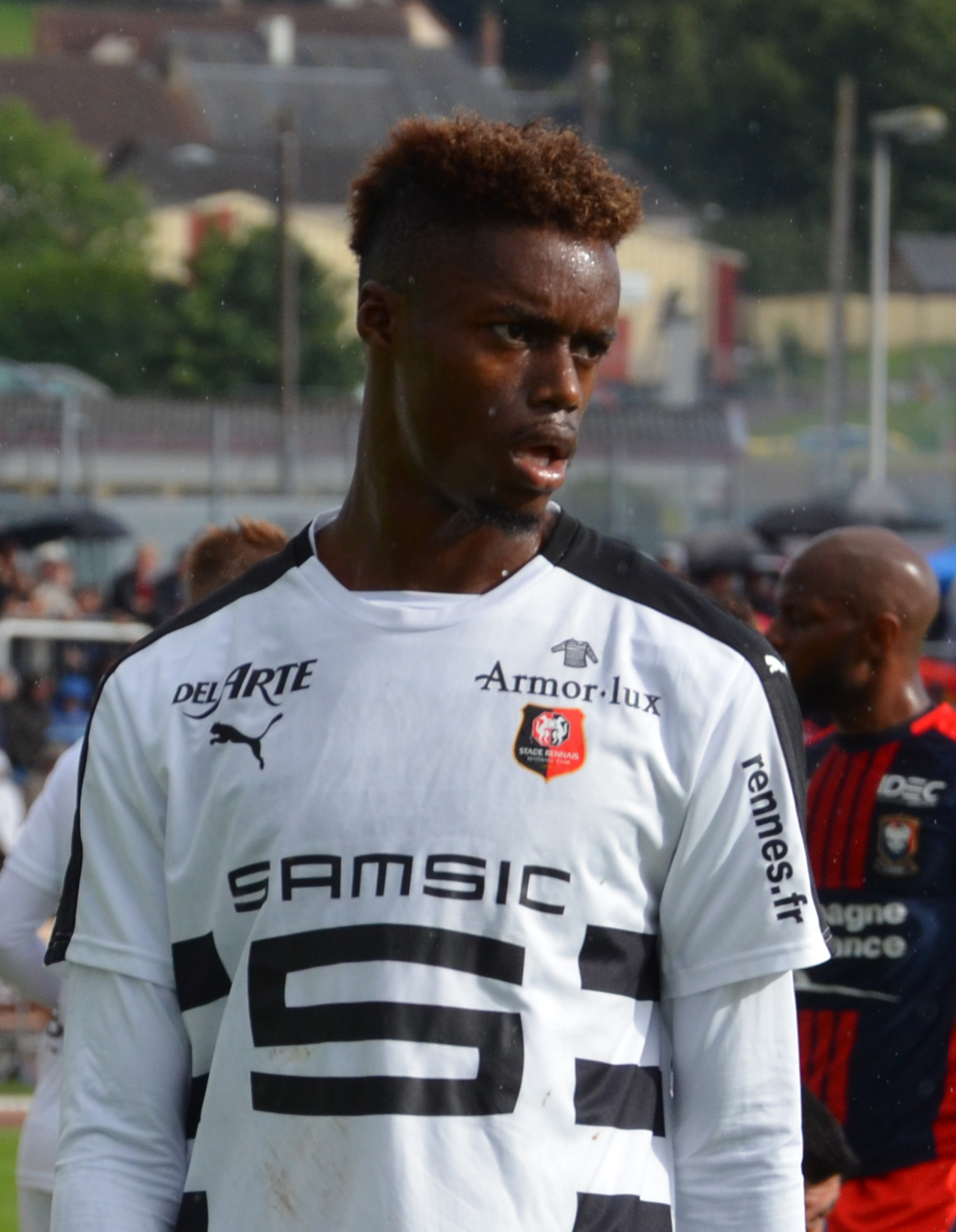
Adama Diakhaby (* 1996)

- Diakhaby, Mouctar (* 1996), französisch-guineischer Fußballspieler
- Diakhaté, Abdoulaye (* 1988), senegalesischer Fußballspieler
- Diakhaté, Lamine (1928–1987), senegalesischer Politiker, Diplomat und Schriftsteller
- Diakhaté, Pape (* 1984), senegalesischer Fußballspieler
- Diakhité, Oumar (* 1993), senegalesischer Fußballspieler
- Diakhon, Mamadou (* 2005), französisch-senegalesischer Fußballspieler
- Diakidis, Themistoklis (1882–1944), griechischer Hochspringer
- Diakité, Abdoul (* 1986), französischer Fußballspieler
- Diakité, Adama (* 1991), französischer Fußballspieler
- Diakité, Bafodé (* 2001), französischer Fußballspieler
- Diakité, Bakary (* 1980), deutsch-malischer Fußballspieler
- Diakité, Binta, ivorische Fußballspielerin
- Diakité, Cheickna (* 2004), malischer Fußballspieler
- Diakité, Daouda (* 1983), burkinischer Fußballspieler
- Diakité, Drissa († 2022), malischer Historiker
- Diakité, Drissa (* 1985), malischer Fußballspieler
- Diakité, Fodé (* 1985), ivorischer Fußballspieler
- Diakité, Gaoussou (* 2005), malischer Fußballspieler
- Diakité, Ismaël (* 1991), mauretanischer Fußballspieler
- Diakité, Modibo (* 1987), französischer Fußballspieler
- Diakité, Mourtala (* 1980), malischer Fußballspieler
- Diakité, Oumar (* 2003), ivorischer Fußballspieler
- Diakité, Ousmane (* 2000), malischer Fußballspieler
- Diakité, Soumbeyla (* 1984), malischer Fußballspieler
- Diakité, Yoro (1932–1973), malischer Premierminister
- Diakos, Athanasios (1788–1821), griechischer Volksheld im Kampf um die Unabhängigkeit Griechenlands
- Diakov, Anton (1934–2016), bulgarisch-schweizerischer Opern- und Konzertsänger (Bass)
- Diakovska, Lucy (* 1976), deutsche Pop- und Musicalsängerin, Mitglied der deutschen Girlgroup No AngelsLucy Diakovska (* 1976)

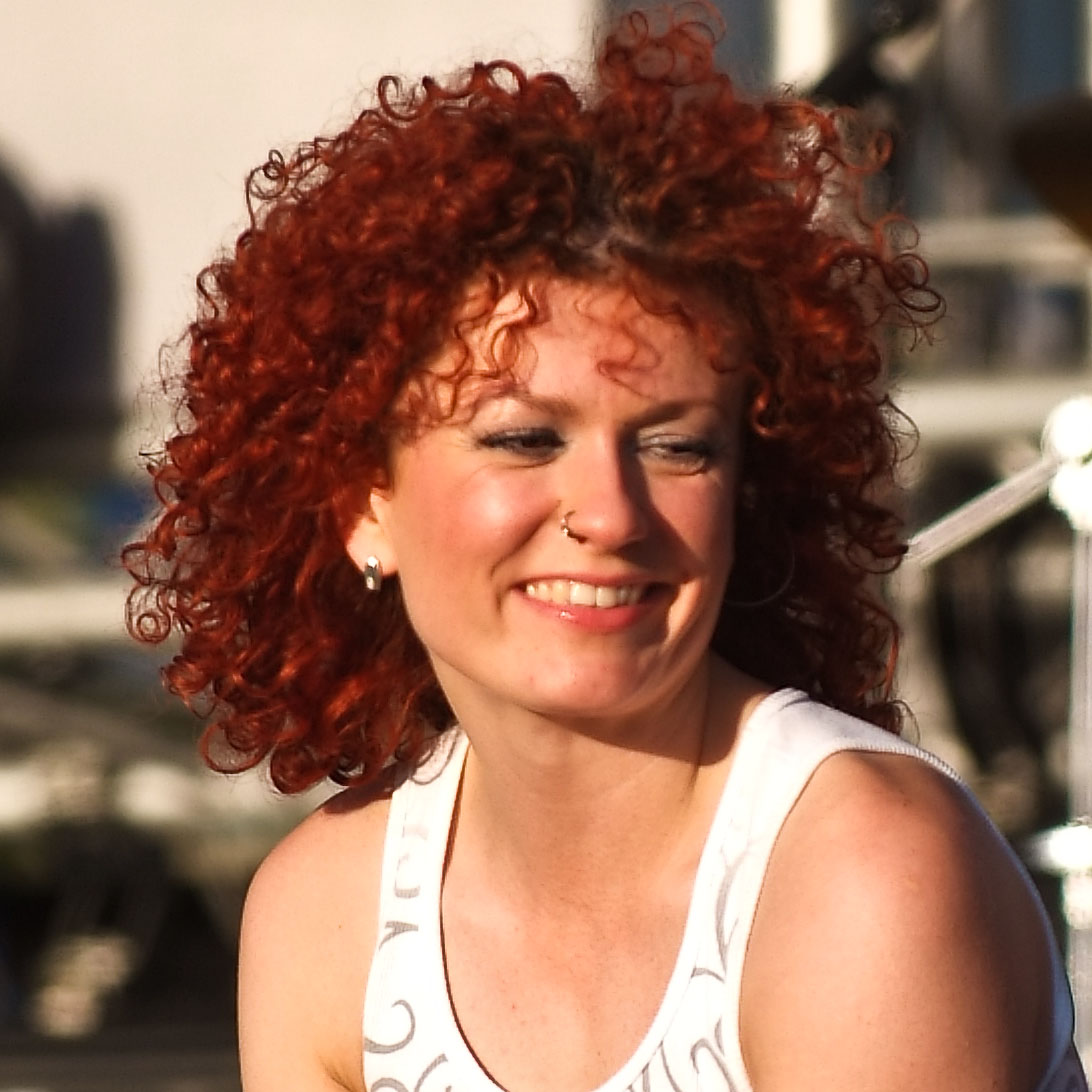
Lucy Diakovska (* 1976)

- Diakow, Michalina (* 1991), polnische Fußballschiedsrichterin
- Diakow, Tobias (* 1990), deutscher Synchronsprecher, Schauspieler, Werbesprecher und Theaterschauspieler
- Diakun, Marzena (* 1981), polnische Dirigentin

### Dial
- Dial, Garry (* 1954), US-amerikanischer Jazzpianist und -komponist
- Dial, Harry (1907–1987), US-amerikanischer Jazzmusiker und Komponist
- Dial, Joe (* 1962), US-amerikanischer Stabhochspringer
- Dial, Nathaniel B. (1862–1940), US-amerikanischer Politiker (Demokratische Partei)
- Dial, Nikki (* 1973), US-amerikanische ehemalige Pornodarstellerin
- Dialer, Josef Alois (1797–1846), österreichischer Bildhauer
- Dialiba, Boubacar (* 1988), bosnisch-herzegowinisch-senegalesischer Fußballspieler
- Dialina, Rika (* 1931), griechische Schauspielerin
- Diallo Sagna, Aïssatou (* 1983), französische Laiendarstellerin
- Di’Allo Winston, Jahi (* 2003), US-amerikanischer Musicaldarsteller und Nachwuchsschauspieler
- Diallo, Abdou (* 1996), senegalesisch-französischer Fußballspieler
- Diallo, Abdoulaye (* 1992), französisch-senegalesischer Fußballtorhüter
- Diallo, Alimou Mamadou (* 1984), guineischer Fußballspieler
- Diallo, Amad (* 2002), ivorisch-italienischer FußballspielerAmad Diallo (* 2002)

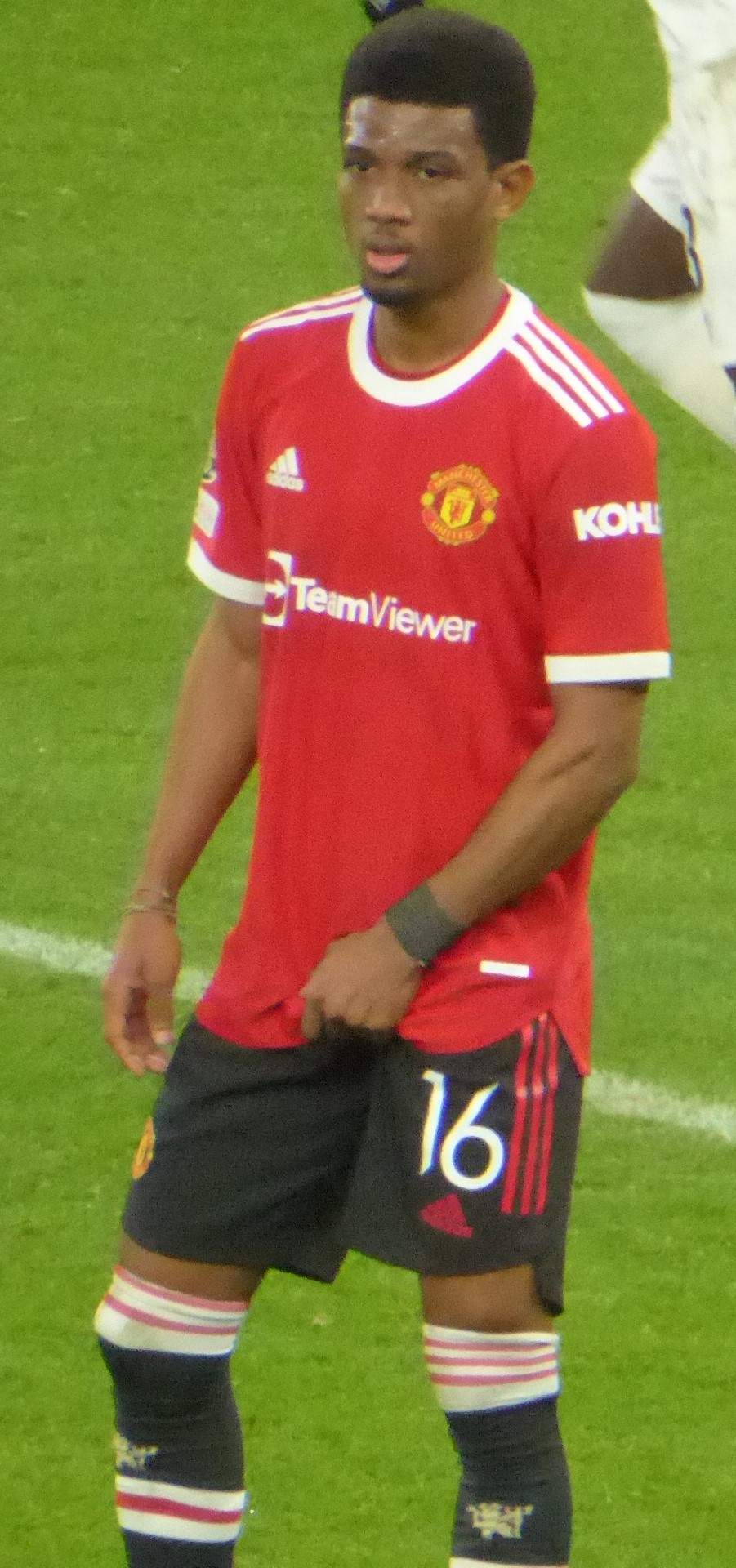
Amad Diallo (* 2002)

- Diallo, Amadou (* 1963), nigrischer Offizier und Politiker
- Diallo, Amadou (1975–1999), guineischer Immigrant
- Diallo, Aminata (* 1995), französische Fußballspielerin
- Diallo, Ayuba Suleiman († 1773), Prinz des westafrikanischen Bondureiches
- Diallo, Babacar (* 1989), französischer Fußballspieler
- Diallo, Baïla (* 2001), senegalesisch-französischer Fußballspieler
- Diallo, Bakary (1979–2014), malischer Filmregisseur, Dokumentarfilmer, bildender Künstler und Drehbuchautor
- Diallo, Boubacar (1906–1965), nigrischer Politiker
- Diallo, Boubacar (* 1954), senegalesischer Sprinter
- Diallo, Boubacar (* 1962), burkinischer Journalist und Schriftsteller
- Diallo, Boubacar (* 1985), guineischer Fußballspieler
- Diallo, Boubacar (* 1996), französisch-malischer Leichtathlet
- Diallo, Boucader (* 1984), malischer Fußballspieler
- Diallo, Cellou Dalein (* 1952), guineischer Politiker, Premierminister von Guinea
- Diallo, Cheick (* 1996), malischer Basketballspieler
- Diallo, Claude (* 1981), Schweizer Jazzmusiker (Piano, Komposition)
- Diallo, Daouda (1939–2014), nigrischer Politiker
- Diallo, Fatoumata Binta (* 2000), portugiesische Leichtathletin
- Diallo, Gabriel (* 2001), kanadischer TennisspielerGabriel Diallo (* 2001)

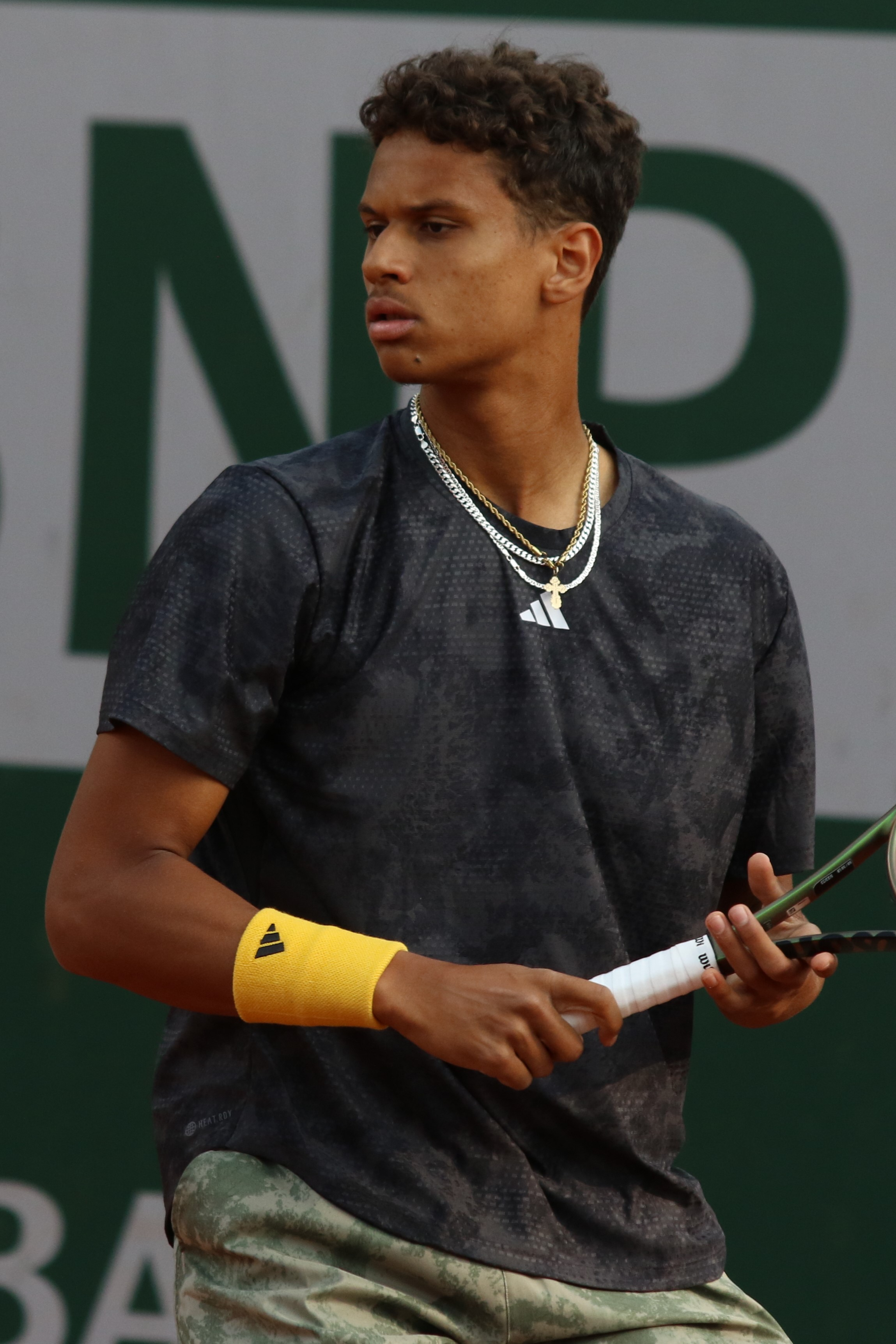
Gabriel Diallo (* 2001)

- Diallo, Habib (* 1995), senegalesischer Fußballspieler
- Diallo, Hamidou (* 1998), US-amerikanischer Basketballspieler
- Diallo, Ismaël (* 1997), ivorischer Fußballspieler
- Diallo, Jean Claude (1945–2008), guineischer Psychologe und Politiker
- Diallo, Lamin (* 1991), slowenischer Fußballspieler
- Diallo, Mamadou, mauretanischer Ringer
- Diallo, Mamadou (* 1971), senegalesischer Fußballspieler
- Diallo, Mamadou (* 1982), malischer Fußballspieler
- Diallo, Moussa (* 1997), französischer Fußballspieler
- Diallo, Muriel (* 1967), ivorische Schriftstellerin, Kinderbuchautorin sowie Malerin und Illustratorin
- Diallo, Nafissatou Niang (1941–1982), senegalesische Schriftstellerin
- Diallo, Nat-Sidi (* 2000), deutscher Basketballspieler
- Diallo, Oumar (* 2005), kanadischer Fußballspieler
- Diallo, Papa Amadou (* 2004), senegalesischer Fußballspieler
- Diallo, Rabiatou Serah (1949–2023), guineische Gewerkschafterin
- Diallo, Rouguy (* 1995), französische Dreispringerin
- Diallo, Saïfoulaye (1923–1981), guineischer Politiker
- Diallo, Sea (1958–2025), senegalesischer Künstler
- Diallo, Siradiou (1936–2004), guineischer Journalist und Oppositionspolitiker
- Diallo, Souleymane (* 1990), mauretanischer Fußballtorhüter
- Diallo, Toumani Djimé (* 1948), malischer Diplomat
- Diallo, Zakaria (* 1986), französisch-senegalesischer Fußballspieler
- Diallo-Hartmann, Djenabou (* 1985), deutsche Politikerin (Bündnis 90/Die Grünen)
- Dialogo, Jose Alan (* 1962), philippinischer Geistlicher und römisch-katholischer Bischof von Sorsogon
- Dials, Terence (* 1983), US-amerikanischer Basketballspieler

### Diam
- Diamá (* 1980), Schweizer Sängerin
- Diamand, Emily (* 1971), britische Autorin
- Diamand, Max (1910–1974), deutscher Textilgroßhändler
- Diamand, Peter (1913–1998), niederländischer Musikmanager
- Diamandi, Alcibiades (1893–1948), Abenteurer, Diplomat, selbsternannter Fürst von Pindus
- Diamandis, Peter (* 1961), US-amerikanischer LuftfahrtingenieurPeter Diamandis (* 1961)

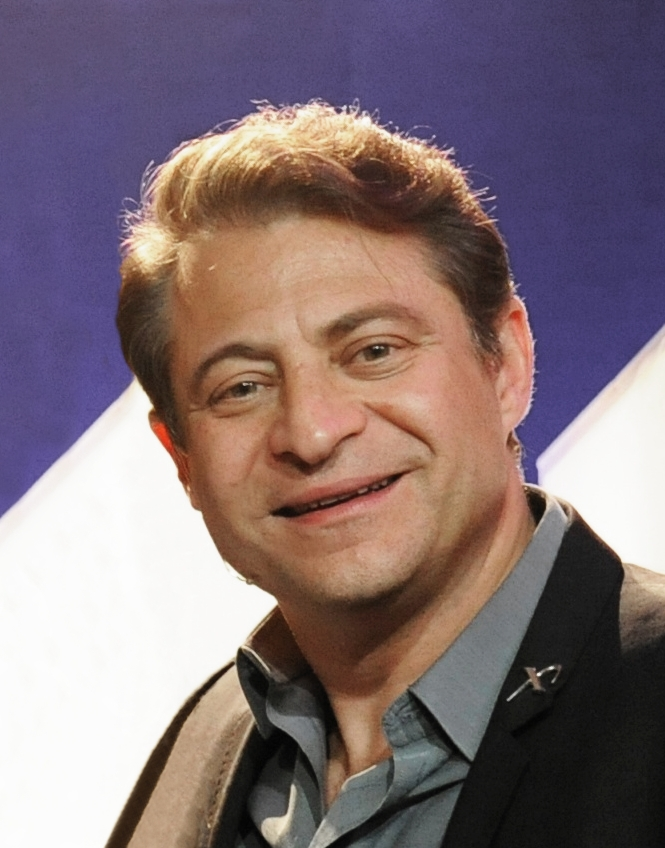
Peter Diamandis (* 1961)

- Diamandouros, Nikiforos (* 1942), griechischer Historiker und Soziologe; Europäischer Bürgerbeauftragter
- Diamanski, Hermann (1909–1976), deutscher Kommunist und Widerstandskämpfer gegen den Nationalsozialismus, Teilnehmer im Spanischen Bürgerkrieg, Funktionshäftling
- Diamant, Adolf (1924–2008), deutsch-jüdischer Historiker, Journalist und Autor
- Diamant, André (* 1990), brasilianischer Schachspieler
- Diamant, Bonaventura (1884–1957), deutscher Trappistenabt
- Diamant, Bruno (1867–1942), deutscher Bildhauer
- Diamant, David (1904–1994), polnisch-französischer Historiker des jüdisch-kommunistischen Widerstands in Frankreich
- Diamant, Dora (1898–1952), polnische Jüdin, letzte Lebensgefährtin von Franz KafkaDora Diamant (1898–1952)

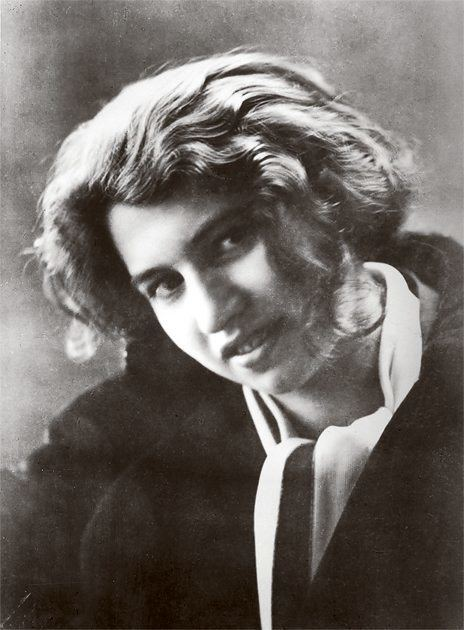
Dora Diamant (1898–1952)

- Diamant, Max (1908–1992), deutscher Journalist und Gewerkschafter
- Diamant, Moritz (1830–1884), Chemiker und Papierfabrikant
- Diamant, Paul Josef (1887–1966), österreichisch-israelischer Zionist und Familienforscher
- Diamant-Berger, Henri (1895–1972), französischer Filmregisseur und -produzent
- Diamantakos, Dimitris (* 1993), griechischer Fußballspieler
- Diamantakos, Georgios (* 1995), griechischer Basketballspieler
- Diamante, Bautista (* 2003), argentinischer Sprinter
- Diamante, Fra, italienischer Maler der Renaissance und Karmeliter
- Diamante, Luigi (1904–1971), italienischer Maler und Zeichner
- Diamante, Villa (* 1980), argentinischer Bastard-Pop-Produzent und DJ
- Diamanti, Alessandro (* 1983), italienischer Fußballspieler
- Diamanti, Gersi (* 1999), albanischer Fußballspieler
- Diamantidi, Demeter (1839–1893), österreichischer Alpinist, Eisläufer und Maler
- Diamantidis, Dimitrios (* 1980), griechischer Basketballspieler
- Diamantis, Georgios, griechischer Schießsportler
- Diamantopoulos, Adamantios (* 1958), britisch-griechischer Wissenschaftler auf dem Gebiet der Betriebswirtschaftslehre
- Diamantopoulos, Chris (* 1975), kanadischer SchauspielerChris Diamantopoulos (* 1975)

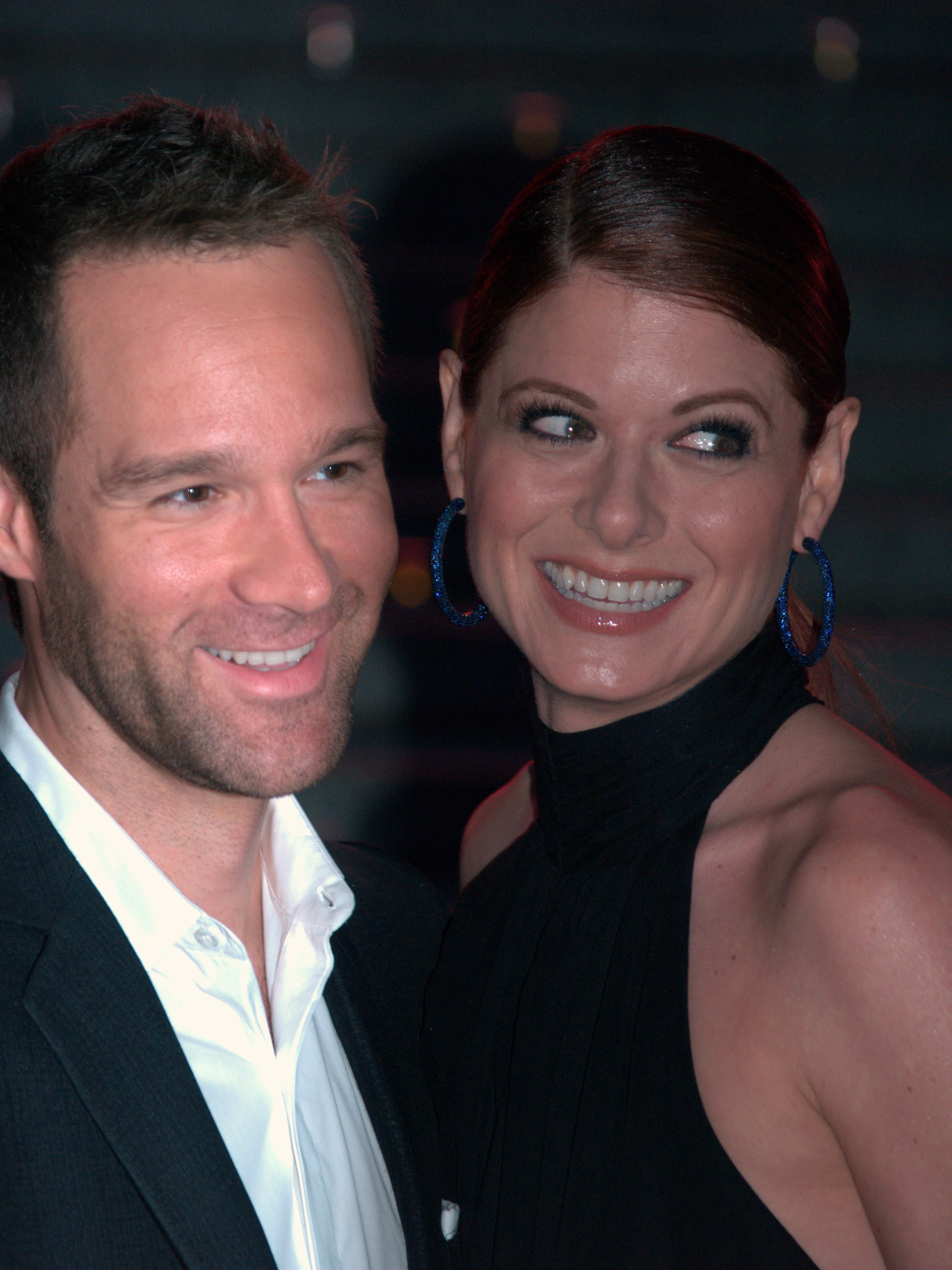
Chris Diamantopoulos (* 1975)

- Diamantopoulos, Cimon (1886–1946), griechischer Diplomat
- Diamantopoulou, Anna (* 1959), griechische Politikerin und EU-Kommissarin
- Diamantopoulou, Lilia (* 1981), griechische Neogräzistin
- Diamantstein, Eva (* 1954), deutsche Theaterregisseurin
- Diamantstein, Tibor (1925–1995), deutscher Biochemiker und Immunologe
- Diamballa, Yansambou Maïga (1910–1976), nigrischer Politiker
- Diambou, Mamady (* 2002), malischer Fußballspieler
- Diame, Fátima (* 1996), spanische Weit- und Dreispringerin
- Diamé, Mohamed (* 1987), französischer Fußballspieler
- Diament, Robert Lwowitsch (1907–1987), sowjetischer Kriegsfotograf
- Diamesso, Luc-Arsène (* 1974), kongolesischer Fußballspieler
- Diamond D (* 1968), US-amerikanischer Hip-Hop-Produzent und Rapper
- Diamond, Alec (* 1997), australischer Zehnkämpfer
- Diamond, Aleska (* 1988), ungarische Pornodarstellerin
- Diamond, Alex, deutscher Künstler
- Diamond, Anthony W. (* 1944), britisch-kanadischer Ökologe, Ornithologe und Naturschützer
- Diamond, Billy (1916–2011), amerikanischer Rhythm-and-Blues-Bassist
- Diamond, Bob (* 1951), US-amerikanischer Bankmanager
- Diamond, Chris (* 1991), spanischer Pornodarsteller
- Diamond, Cora (* 1937), US-amerikanische Philosophin
- Diamond, David (1915–2005), US-amerikanischer Komponist
- Diamond, David, US-amerikanischer Journalist
- Diamond, Debi (* 1965), US-amerikanisches Fotomodell und Pornodarstellerin
- Diamond, Douglas W. (* 1953), US-amerikanischer Ökonom
- Diamond, Dustin (1977–2021), US-amerikanischer Schauspieler
- Diamond, Emily (* 1991), britische Sprinterin
- Diamond, Fred (* 1964), US-amerikanischer Mathematiker
- Diamond, Gregg (1949–1999), US-amerikanischer Disco-Produzent, -Komponist und -Musiker
- Diamond, Harold, US-amerikanischer Schauspieler, Stuntman, Kickboxer und Karateka
- Diamond, Hugh Welch (1809–1886), britischer Psychiater und Fotograf
- Diamond, I. A. L. (1920–1988), US-amerikanischer Drehbuchautor
- Diamond, Jared (* 1937), US-amerikanischer Evolutionsbiologe, Physiologe und BiogeografJared Diamond (* 1937)

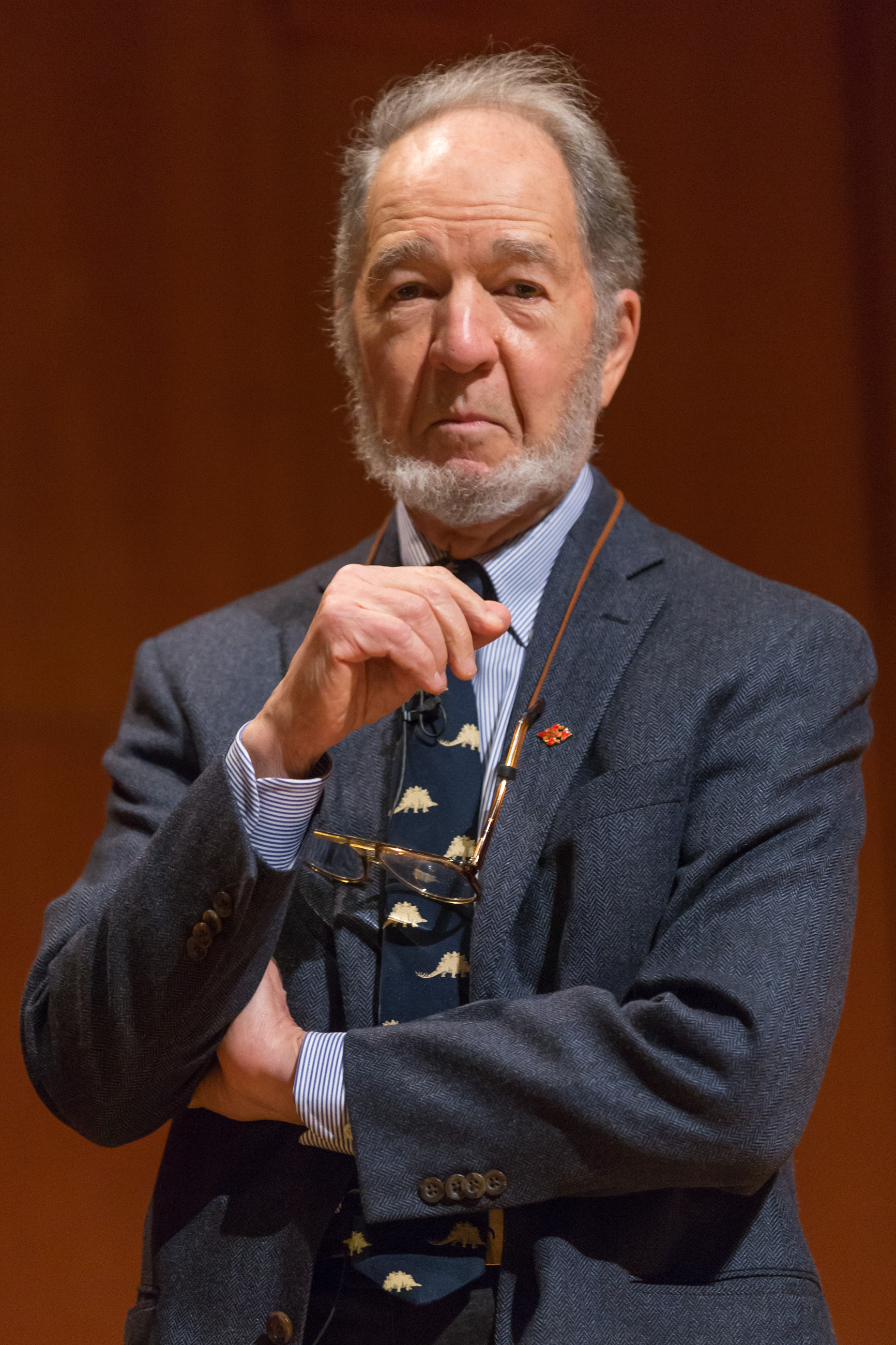
Jared Diamond (* 1937)

- Diamond, Jim (1951–2015), britischer Popsänger und Songwriter
- Diamond, John, Baron Diamond (1907–2004), britischer Politiker, Mitglied des House of Commons
- Diamond, Larry Jay (* 1951), amerikanischer Soziologe und Politikwissenschaftler
- Diamond, Liz (1927–2006), US-amerikanische Jazzsängerin und -gitarristin
- Diamond, Louis K. (1902–1999), US-amerikanischer Hämatologe und Pädiater
- Diamond, M. Jerome, US-amerikanischer Anwalt und Staatsanwalt
- Diamond, Marian (1926–2017), US-amerikanische Anatomin, Neuroanatomin und Hochschullehrerin
- Diamond, Matthew (* 1951), US-amerikanischer Film- und Fernsehregisseur, Filmproduzent und Choreograf
- Diamond, Michael (* 1972), australischer Sportschütze
- Diamond, Milton (1934–2024), US-amerikanischer Anatom, Biologe und Sexualwissenschaftler
- Diamond, Miriam (* 1955), kanadische Umweltchemikerin und Professorin an der University of Toronto
- Diamond, Mya (* 1981), ungarische Pornodarstellerin
- Diamond, Neil (* 1941), US-amerikanischer Sänger und LiedermacherNeil Diamond (* 1941)

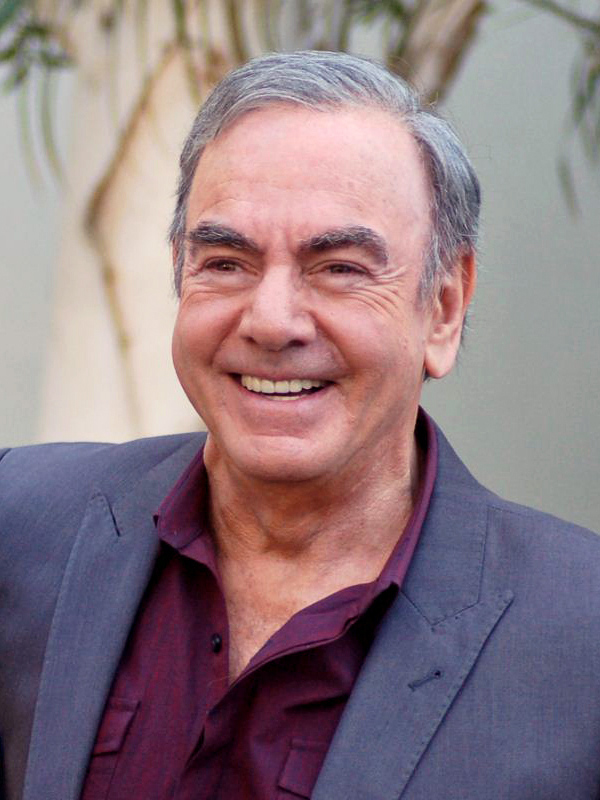
Neil Diamond (* 1941)

- Diamond, Patrick H., US-amerikanischer Physiker
- Diamond, Peter (1929–2004), britischer Schauspieler und Stuntman
- Diamond, Peter A. (* 1940), US-amerikanischer Wirtschaftswissenschaftler
- Diamond, Ras (* 1998), Fußballspieler (Turks- und Caicosinseln)
- Diamond, Reed (* 1967), US-amerikanischer Schauspieler
- Diamond, Richard (1924–2007), US-amerikanischer Physiker und Chemiker
- Diamond, Sander A. (1942–2018), US-amerikanischer Historiker
- Diamond, Selma (1920–1985), kanadische Schauspielerin und Drehbuchautorin
- Diamond, Skin (* 1987), US-amerikanische Pornodarstellerin und Aktmodell
- Diamond, William (* 1945), US-amerikanischer Lehrer und Politiker
- Diamondog (* 1980), angolanischer Rap-Musiker
- Diamonds, Herman Pule, namibischer Botschafter
- Diamoutene, Souleymane (* 1983), malischer Fußballspieler
- Diam’s (* 1980), französische Rapperin

### Dian
- Dian, legendarischer Führer von Hellespont
- Dian Wei († 197), chinesischer Krieger der späten Han-Zeit
- Díana Dögg Magnúsdóttir (* 1997), isländische Fußball- und Handballspielerin
- Diana, Aimo (* 1978), italienischer Fußballspieler
- Diana, Benedetto († 1525), venezianischer Maler
- Diana, Marika (* 1987), italienische Automobilrennfahrerin
- Diana, Princess of Wales (1961–1997), britische Adelige, erste Ehefrau von Prinz Charles, britische KronprinzessinDiana, Princess of Wales (1961–1997)

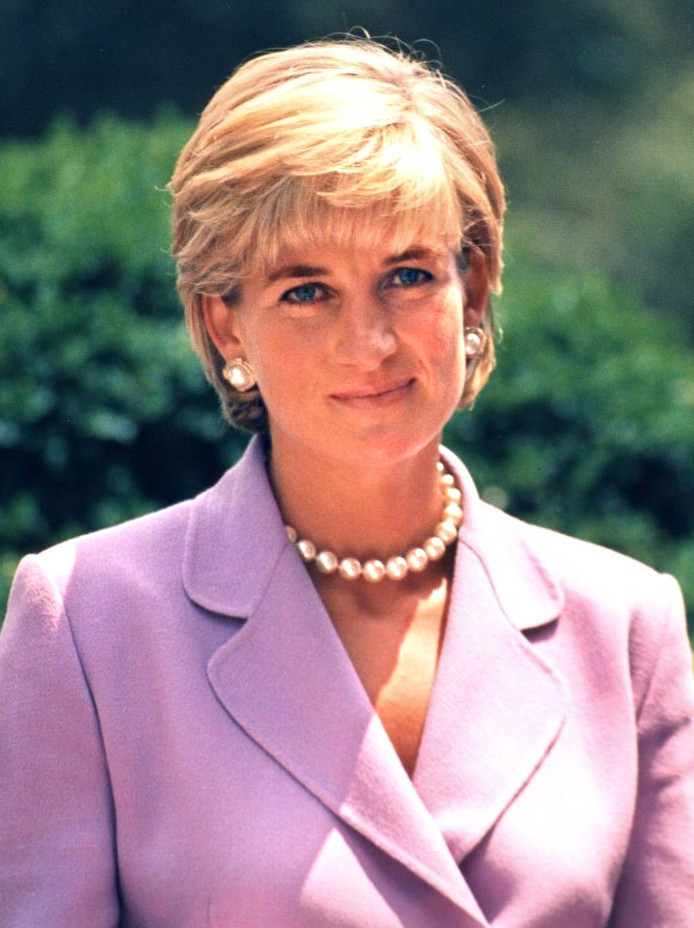
Diana, Princess of Wales (1961–1997)

- Diana, Sebastián (* 1990), uruguayischer Fußballspieler
- Diancourt, Benedicta (1899–1945), deutsche Steyler Missionsschwester und Märtyrin
- Diane de France (1538–1619), Herzogin von Angoulême, uneheliche Tochter des französischen Königs Heinrich II.
- Diane, Alela (* 1983), US-amerikanische Singer-Songwriterin
- Diané, Amara (* 1982), ivorischer Fußballspieler
- Diane, Taifour (* 1972), guineisch-deutscher Fußballspieler und -trainer
- Diangana, Grady (* 1998), kongolesischer Fußballspieler
- DiAngelo, Robin (* 1956), amerikanische Soziologin, Beraterin und antirassistische Aktivistin
- Diani, Djibril (* 1998), französischer Fußballspieler
- Diani, Kadidiatou (* 1995), französische Fußballspielerin
- Dianin, Alexander Pawlowitsch (1851–1918), russischer Chemiker
- Dianin, Giampaolo (* 1962), italienischer Geistlicher, römisch-katholischer Bischof von Chioggia
- Di’Anno, Paul (1958–2024), britischer Metal-SängerPaul Di’Anno (1958–2024)

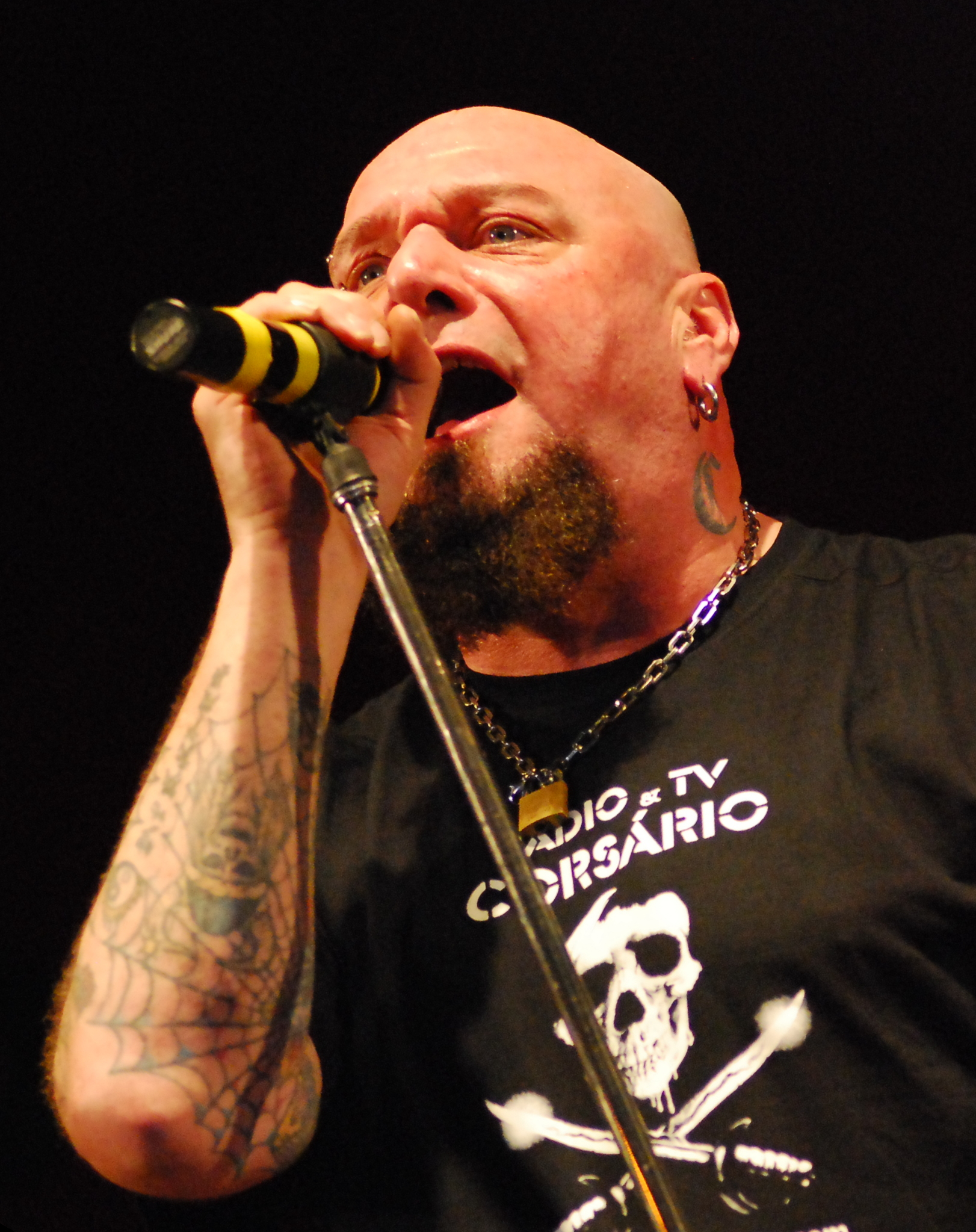
Paul Di’Anno (1958–2024)

- Diano, Mar Vincent (* 1997), philippinischer Fußballspieler
- Diano, Obdulio (1919–2007), argentinischer Fußballspieler
- Dianow, Jewgeni Michailowitsch (1936–2019), russischer Physiker
- Dianowa, Zenka (* 1971), bulgarische Pianistin
- Dianxi, Xiaoge (* 1990), chinesische Food-Vloggerin und YouTuberin

### Diao
- Diao, Assane (* 2005), spanisch-senegalesischer Fußballspieler
- Diao, Salif (* 1977), senegalesischer Fußballspieler
- Diao, Yinan (* 1968), chinesischer Regisseur, Drehbuchautor und Schauspieler
- Diao-Klaeger, Sabine (* 1969), deutsche Romanistin

### Diar
- Diard, Pierre-Médard (1794–1863), französischer Naturforscher
- Diarmuid Mac Murchadha Caomhánach (1110–1171), König von Leinster in Irland
- Diarra, Abdel (* 1994), ivorischer Fußballspieler
- Diarra, Ali (* 1988), ivorischer Fußballspieler
- Diarra, Alou (* 1981), französischer FußballspielerAlou Diarra (* 1981)

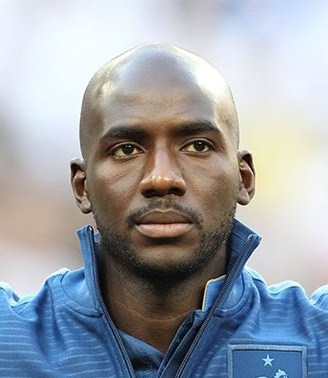
Alou Diarra (* 1981)

- Diarra, Aminata (* 1970), malische Sprinterin
- Diarra, Boubacar (* 1979), malischer Fußballspieler
- Diarra, Brahima (* 2003), malisch-französischer Fußballspieler
- Diarra, Cheick Fantamady (* 1992), malischer Fußballspieler
- Diarra, Cheick Modibo (* 1952), malischer Astrophysiker, Geschäftsmann und Politiker
- Diarra, Elea Mariama (* 1990), französische Leichtathletin
- Diarra, Fatoumata (* 1989), malische Fußballspielerin
- Diarra, Fatoumata Dembélé (* 1949), malische Juristin und Richterin am Internationalen Strafgerichtshof (seit 2003)
- Diarra, Habib (* 2004), französisch-senegalesischer Fußballspieler
- Diarra, Ibrahim (* 1973), schwedischer Basketballspieler
- Diarra, Jean-Gabriel (1945–2019), malischer Geistlicher, katholischer Bischof von San
- Diarra, Lamine (* 1983), senegalesischer Fußballspieler
- Diarra, Lassana (* 1985), französischer FußballspielerLassana Diarra (* 1985)

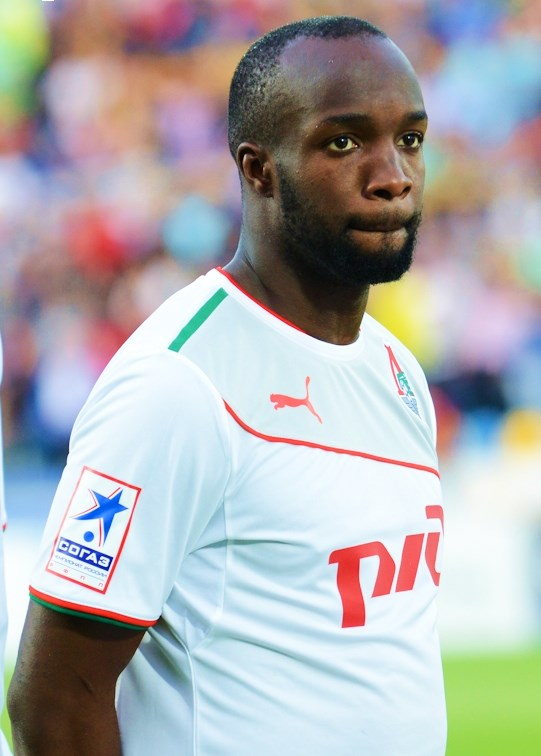
Lassana Diarra (* 1985)

- Diarra, Lassine (* 2002), malischer Fußballtorwart
- Diarra, Mahamadou (* 1981), malischer Fußballspieler
- Diarra, Mahamadou (* 2003), malischer Fußballspieler
- Diarra, Mamadou (* 1997), senegalesischer Fußballspieler
- Diarra, Mariatou (* 1985), malische Basketballspielerin
- Diarra, Mohammed (* 1992), guineischer Fußballspieler
- Diarra, Moustapha (* 1970), senegalesischer Leichtathlet und Olympiavierter
- Diarra, Omadi Ansouman (1932–1995), gambischer Diplomat
- Diarra, Ousmane (* 1964), französisch-senegalesischer Mittelstreckenläufer
- Diarra, Ousmane (* 1966), malischer Sprinter
- Diarra, Seydou (1933–2020), ivorischer Politiker, Premierminister der Elfenbeinküste
- Diarra, Seydou (* 2004), malischer Fußballspieler
- Diarra, Sidiki (1952–2024), burkinischer Fußballtrainer
- Diarra, Stéphane (* 1998), ivorisch-französischer Fußballspieler
- Diarra, Youba (* 1998), malischer Fußballspieler
- Diarrassouba, Ousmane Viera (* 1986), ivorischer Fußballspieler
- Diarrassouba, Salifou (* 2001), burkinischer Fußballspieler

### Dias
- Dias de Amorim, Pedro Henrique (* 1992), brasilianischer Fußballspieler
- Dias do Nascimento, Paulo Celso (* 1963), brasilianischer Geistlicher, römisch-katholischer Bischof von Itaguaí
- Dias Luz, Ernandes (* 1987), brasilianischer Fußballspieler
- Dias Marinho, Vanderley (* 1987), brasilianischer Fußballspieler
- Dias Nogueira, Eurico (1923–2014), portugiesischer Geistlicher, römisch-katholischer Erzbischof von Braga
- Dias Souza, Bruno (1925–2025), indischer Architekt
- Dias, Albertina (* 1965), portugiesische Langstreckenläuferin
- Dias, Aleixo das Neves (* 1944), indischer Ordensgeistlicher, römisch-katholischer Bischof von Port Blair
- Dias, Ana (* 1984), portugiesische FotografinAna Dias (* 1984)

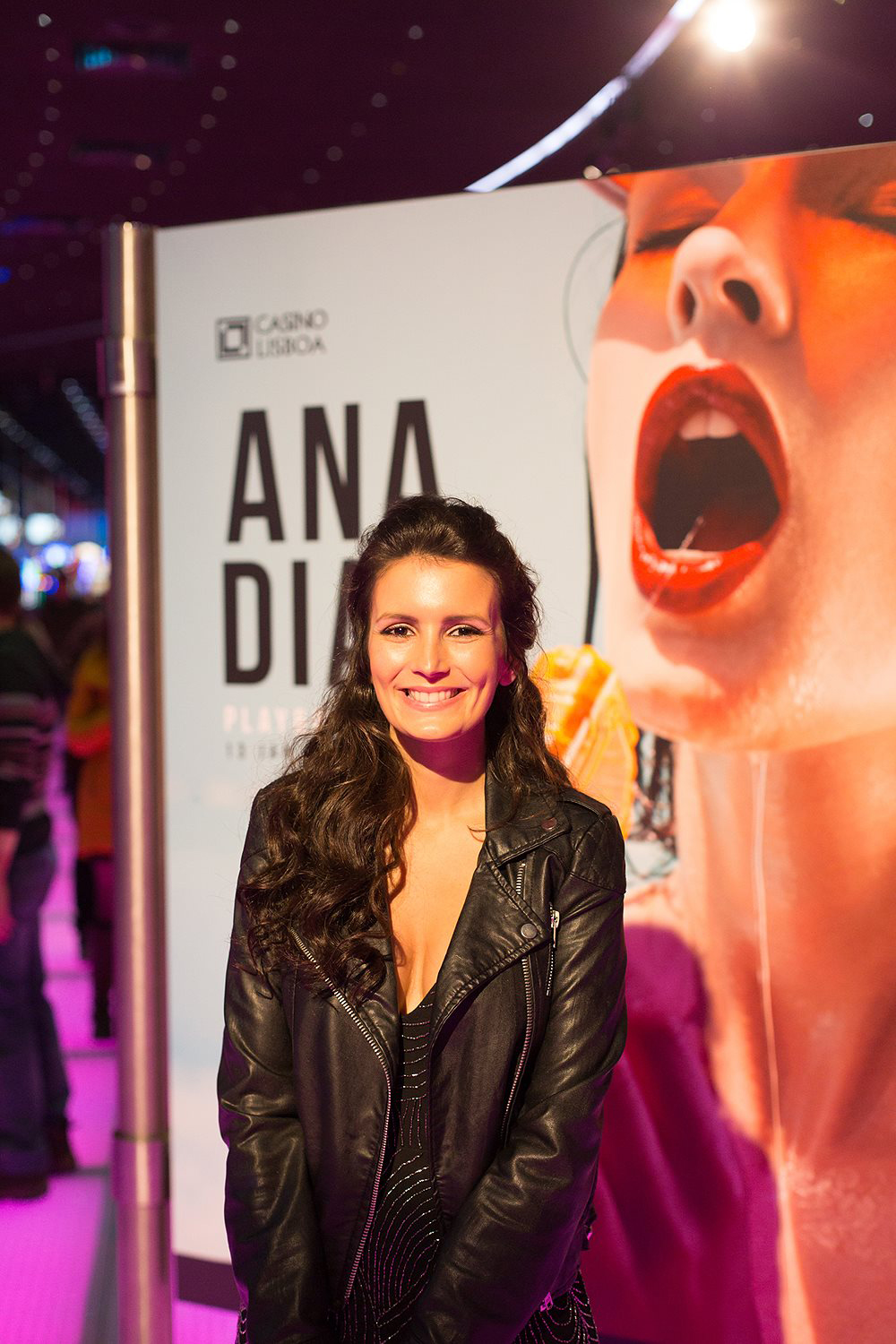
Ana Dias (* 1984)

- Dias, André (* 1979), brasilianischer Fußballspieler
- Dias, Antonino Eugénio Fernandes (* 1948), portugiesischer Geistlicher, Bischof von Portalegre-Castelo Branco
- Dias, Antonio (1944–2018), brasilianischer Multimediakünstler und Maler
- Dias, Antônio Gonçalves (1823–1864), brasilianischer Dichter
- Dias, Apparecido José (1931–2004), brasilianischer Ordensgeistlicher und römisch-katholischer Bischof von Roraima
- Dias, Artur (* 1979), portugiesischer Fußballschiedsrichter
- Dias, Augusto Epifânio da Silva (1841–1916), portugiesischer Altphilologe, Romanist und Grammatiker
- Dias, Bartolomeu († 1500), portugiesischer Seefahrer und Entdecker
- Dias, Camille (* 1996), schweizerisch-portugiesische Skirennfahrerin
- Dias, Carlos Alberto (* 1967), brasilianischer Fußballspieler
- Dias, Daniel (* 1988), brasilianischer Schwimmer
- Dias, Daysiellen (* 1997), brasilianische Sprinterin
- Dias, Denny (* 1946), US-amerikanischer Musiker
- Dias, Dinis, portugiesischer Seefahrer und Entdecker
- Dias, Diogo, portugiesischer Seefahrer und Entdecker
- Dias, Duming (* 1969), indischer römisch-katholischer Geistlicher, Bischof von Karwar
- Dias, Emília, angolanische Politikerin
- Dias, Gabriel (* 1990), brasilianischer Rennfahrer
- Dias, Germano Santa Brites, osttimoresischer Beamter und Politiker
- Dias, Gil (* 1996), portugiesischer Fußballspieler
- Dias, Hertz (* 1970), brasilianischer Pädagoge und Politiker
- Dias, Ivan (1936–2017), indischer Geistlicher und Kurienkardinal der römisch-katholischen Kirche
- Dias, João (1926–1949), mosambikanischer Schriftsteller
- Dias, Jorge (1907–1973), portugiesischer Ethnologe
- Dias, José António Amorim (* 1963), osttimoresischer Diplomat
- Dias, José Francisco Rezende (* 1956), brasilianischer Geistlicher, römisch-katholischer Erzbischof von Niterói
- Dias, Josef de Souza (* 1989), brasilianischer Fußballspieler
- Dias, Kaitlyn (* 1999), US-amerikanische Schauspielerin und Synchronsprecherin
- Dias, Larry, Szenenbildner
- Dias, Lucas (* 1997), brasilianischer Fußballspieler
- Dias, Luís (1505–1542), portugiesischer Schuhmacher und falscher Messias
- Días, Luis (1952–2009), dominikanischer Rock- und Jazzmusiker
- Dias, Luis (* 1972), portugiesischer Koch, Gastronom und Unternehmer
- Dias, Luís Henrique (* 1960), brasilianischer Fußballtorhüter
- Dias, Luiz Carlos (* 1964), brasilianischer Geistlicher, römisch-katholischer Bischof von São Carlos
- Dias, Margot (1908–2001), portugiesische Ethnologein und Dokumentarfilmerin
- Dias, Miguel Xavier dos Mártires (1896–1933), portugiesischer Offizier und Kolonialverwalter
- Dias, Patrick V. (* 1934), indischer Erziehungswissenschaftler
- Dias, Pavel (1938–2021), tschechischer Fotograf und Universitätspädagoge
- Dias, Ralph Machado (* 1998), brasilianischer Fußballspieler
- Dias, Robson (* 1983), brasilianischer Radrennfahrer
- Dias, Rúben (* 1997), portugiesischer FußballspielerRúben Dias (* 1997)

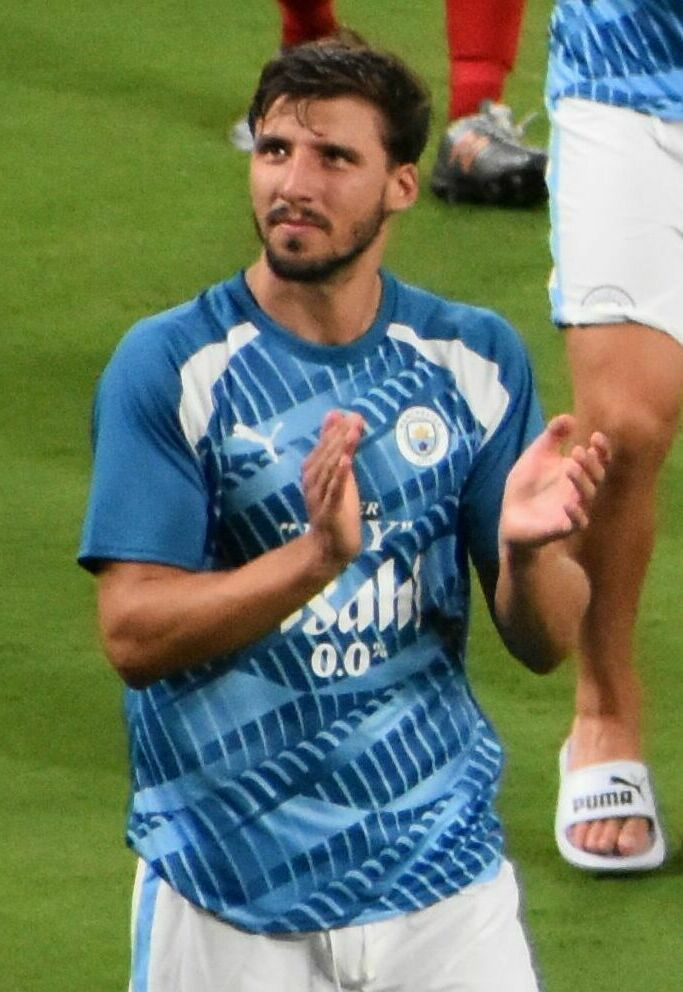
Rúben Dias (* 1997)

- Dias, Sandro (* 1975), brasilianischer Skateboarder
- Dias, Silvia (* 1986), portugiesische Sängerin
- Dias, Steven (* 1983), indischer Fußballspieler
- Dias, Teresa Franco (* 1999), portugiesische Tennisspielerin
- Dias, Wander Luiz Queiroz (* 1992), brasilianischer Fußballspieler
- Dias, Wellington (* 1962), brasilianischer Politiker
- Diasparra, Steve, US-amerikanischer Schauspieler und Schlagzeuger

### Diat
- Diatchenko, Dimitri (1968–2020), US-amerikanischer Schauspieler und Musiker
- Diatta, Aline Sitoé (1920–1944), senegalesische Widerstandskämpferin
- Diatta, Badara (* 1969), senegalesischer Fußballschiedsrichter
- Diatta, Joseph (1948–2020), nigrischer Diplomat
- Diatta, Krépin (* 1999), senegalesischer Fußballspieler
- Diatta, Lamine (* 1975), senegalesischer Fußballspieler

### Diau
- Diau, Sium bin (* 1935), malaysischer Dreispringer

### Diaw
- Diaw, Boris (* 1982), französischer Basketballspieler
- Diaw, Elhadji Pape (* 1994), senegalesischer Fußballspieler
- Diaw, Ibrahima (* 1992), senegalesischer Tischtennisspieler
- Diaw, Mory (* 1993), französischer Fußballtorhüter
- Diaw, Moussa Al-Hassan (* 1974), österreichischer Islamwissenschaftler
- Diawara, Amadou (* 1997), guineischer Fußballspieler
- Diawara, Daba (* 1951), malischer Politiker
- Diawara, Djéné (* 1985), malische Basketballspielerin
- Diawara, Fatoumata (* 1982), malische Singer-Songwriterin und SchauspielerinFatoumata Diawara (* 1982)

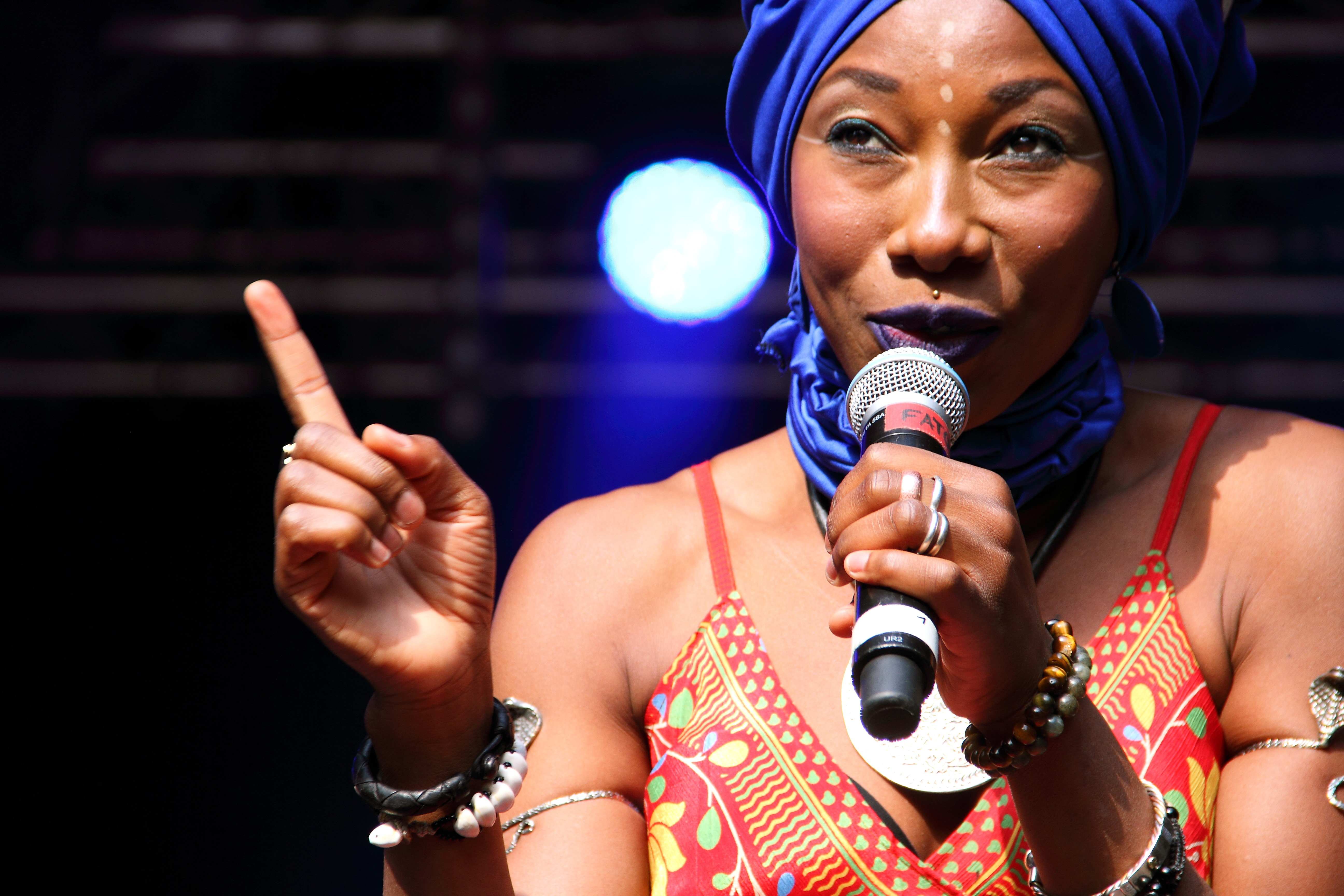
Fatoumata Diawara (* 1982)

- Diawara, Kadidia (* 1986), malische Fußballspielerin
- Diawara, Kandet (* 2000), guineisch-französischer Fußballspieler
- Diawara, Mahamadou (* 2005), französisch-malischer Fußballspieler
- Diawara, Makan (* 2002), malischer Fußballspieler
- Diawara, Mamadou (* 1954), malischer Ethnologe
- Diawara, Manthia (* 1953), malinesischer Filmschaffender, Kulturtheoretiker, Kunsthistoriker und Professor
- Diawara, Mohamed (* 2005), französischer Basketballspieler
- Diawara, Noom (* 1978), französischer Schauspieler und KomikerNoom Diawara (* 1978)

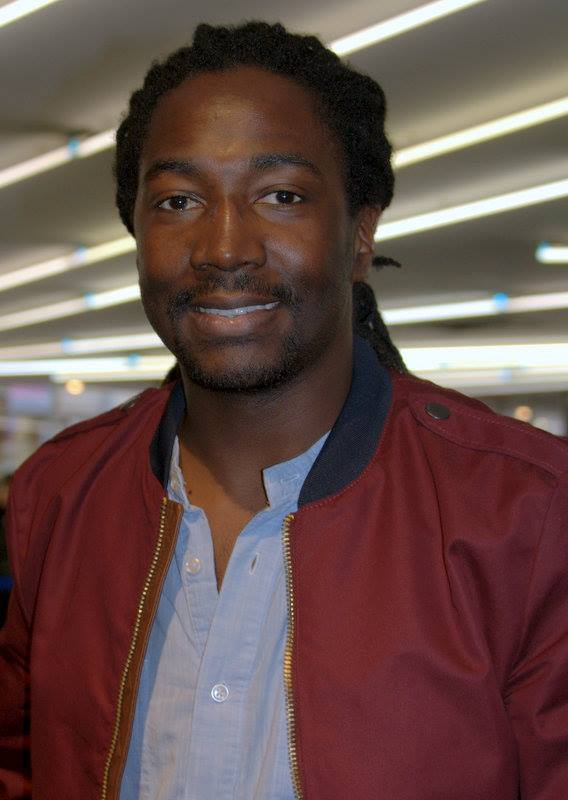
Noom Diawara (* 1978)

- Diawara, Ousmane (* 1999), malischer Fußballspieler
- Diawara, Papa Babacar (* 1988), senegalesischer Fußballspieler
- Diawara, Richard (* 1995), malischer Hürdenläufer französischer Herkunft
- Diawara, Souleymane (* 1978), senegalesisch-französischer Fußballspieler
- Diawusie, Agyemang (1998–2023), deutscher Fußballspieler

### Diay
- Diay, Moctar Ould (* 1973), mauretanischer Politiker und Premierminister

### Diaz

#### Diaz A
- Díaz Acosta, Facundo (* 2000), argentinischer Tennisspieler
- Díaz Adrover, Cristina (* 2005), spanische Tennisspielerin
- Diaz Amaro, Noslen (* 2002), kubanischer Beachvolleyballspieler
- Díaz Arce, Raúl (* 1970), salvadorianischer Fußballspieler
- Díaz Aroca, Miriam (* 1962), spanische Schauspielerin
- Díaz Arosemena, Domingo (1875–1949), 23. Staatspräsident von Panama
- Díaz Ayuso, Isabel (* 1978), spanische Politikerin (PP)Isabel Díaz Ayuso (* 1978)

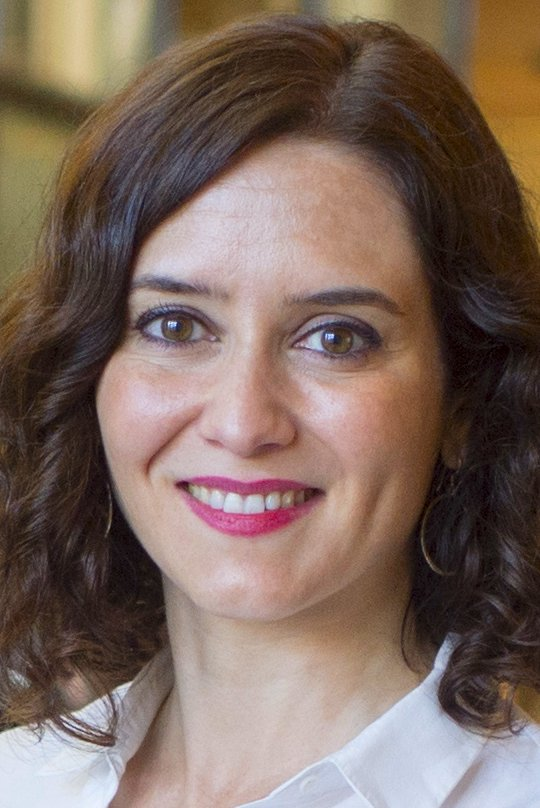
Isabel Díaz Ayuso (* 1978)

#### Diaz B
- Díaz Barriga, Luis (* 1986), mexikanischer Tennisspieler
- Díaz Bessón, Gabriel, spanischer Kapellmeister und Komponist

#### Diaz C
- Díaz Carías, Salvador (1933–2022), venezolanischer Schachspieler
- Díaz Carreño, Liliana († 2010), argentinische Politikerin
- Díaz Castro, Xosé María (1914–1990), galicischer Dichter und Übersetzer
- Díaz Cía, Evelio (1902–1984), kubanischer Geistlicher und Erzbischof von San Cristóbal de la Habana
- Díaz Cintas, Jorge (* 1964), spanischer Übersetzungswissenschaftler
- Díaz Cortez, Rodrigo (* 1977), chilenischer Schriftsteller
- Díaz Cueva, José Gabriel (1925–2018), ecuadorianischer Geistlicher, römisch-katholischer Bischof von Azogues

#### Diaz D
- Díaz de Armendáriz, Lope (* 1575), Vizekönig von Neuspanien
- Díaz de Cerio, Iñigo (* 1984), spanischer Fußballspieler
- Díaz de Guzmán, Ruy (1554–1629), paraguayischer Entdecker und Kolonisator
- Díaz de Isla, Ruy (1462–1542), spanischer Arzt
- Díaz de la Paz, Hugo (* 1953), mexikanischer Fußballspieler
- Díaz de la Peña, Narcisso Virgilio (1807–1876), französischer Maler
- Díaz de León, Carlos Enrique (1915–2014), guatemaltekischer Politiker
- Díaz de León, Francisco (1897–1975), mexikanischer Grafiker
- Diaz de León, José (* 1983), deutsch-mexikanischer Jazzmusiker (Gitarre, Komposition)
- Díaz de Mera García Consuegra, Agustín (* 1947), spanischer Politiker (PP), MdEP
- Díaz de Solís, Juan († 1516), spanischer Seefahrer und Entdecker
- Díaz de Vivar, Mario (* 1983), paraguayischer Fußballschiedsrichter
- Díaz del Castillo Zarama, Emiliano (1923–2009), kolumbianischer Historiker und Politiker
- Díaz del Castillo, Bernal († 1584), spanischer Soldat und Chronist unter Hernán Cortés
- Díaz del Valle, José Santos (1793–1840), Supremo Director der Provinz Honduras
- Díaz Díaz, Ayoze (* 1982), spanischer Fußballspieler
- Díaz Díaz, Enrique (* 1952), mexikanischer Geistlicher und Bischof von Irapuato

#### Diaz E
- Díaz Escobar, César (* 1975), chilenischer Fußballspieler
- Díaz Espinoza, Ernesto (* 1978), chilenischer Filmregisseur, Filmeditor und Drehbuchautor
- Díaz Espinoza, Luis (* 1998), costa-ricanischer FußballspielerLuis Díaz Espinoza (* 1998)

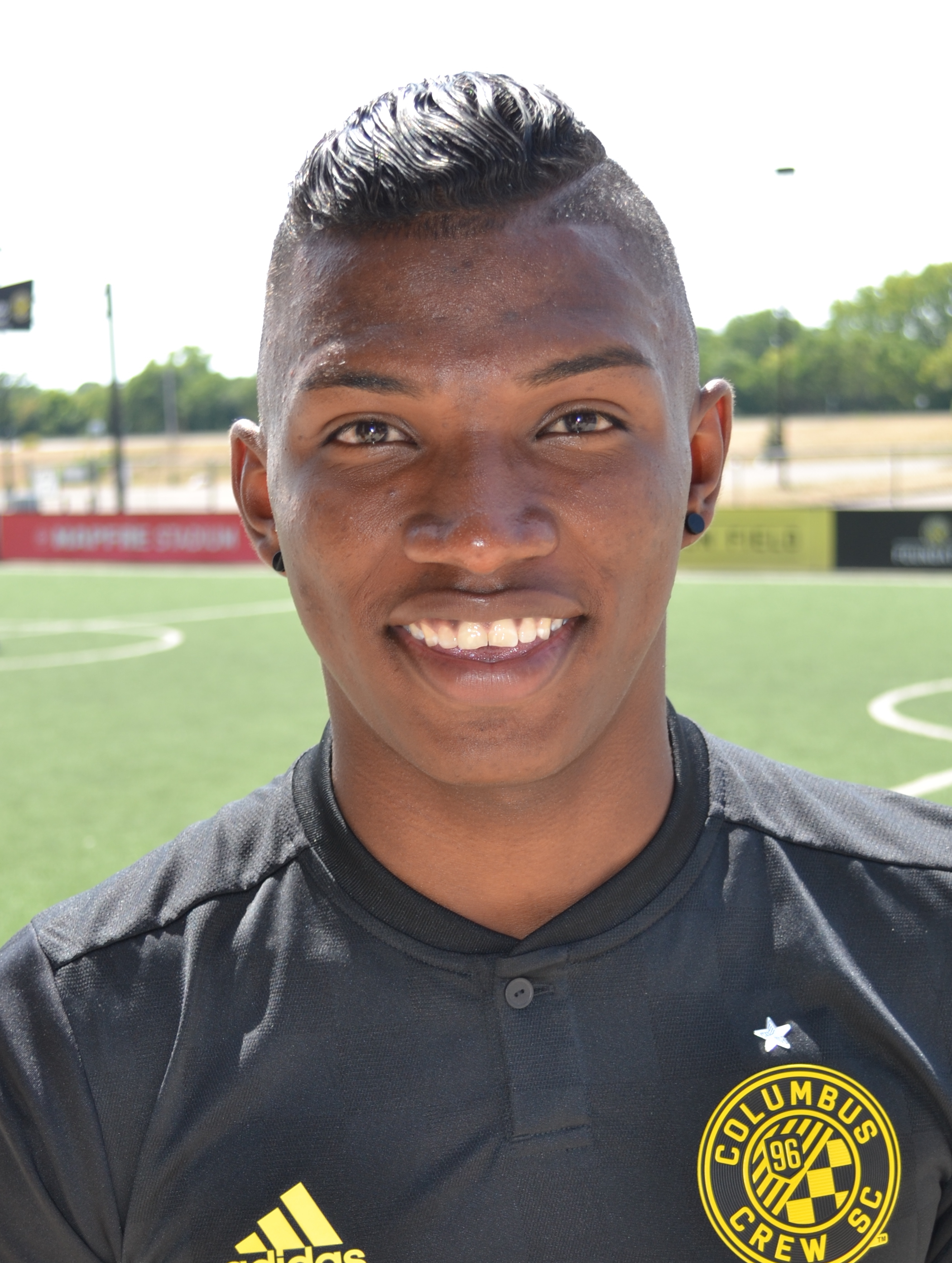
Luis Díaz Espinoza (* 1998)

- Díaz Eterovic, Ramón (* 1956), chilenischer Schriftsteller

#### Diaz F
- Díaz Figueroa, Christopher (* 1990), guatemaltekischer Tennisspieler
- Díaz Fleming, Guillermo (* 1940), chilenischer Chemiker und Hochschullehrer
- Díaz Fleming, Juan (* 1937), chilenischer Bildhauer
- Díaz Freeman, Ramón (1901–1976), dominikanischer Komponist, Pianist und Fagottist

#### Diaz G
- Díaz García, Alejandro (* 1974), kolumbianischer römisch-katholischer Geistlicher, Weihbischof in Bogotá
- Díaz García, Mercedes (* 1979), spanische Dirigentin
- Díaz Gastambide, Guillermo (* 1979), uruguayischer Fußballspieler
- Díaz Gómez, Nivaldo Nadhir (* 1994), kubanischer Beachvolleyballspieler
- Diaz Gregorio, Camilo (1939–2018), philippinischer, römisch-katholischer Geistlicher, Prälat von Batanes

#### Diaz H
- Díaz Hernández, Alberto (* 2000), spanischer Handballspieler

#### Diaz I
- Díaz Infante Núñez, Juan José (1936–2012), mexikanischer Architekt und Industriedesigner

#### Diaz L
- Díaz Lozano, Argentina (1912–1999), honduranische Schriftstellerin und Journalistin

#### Diaz M
- Díaz Martínez, César (* 1987), spanischer Fußballspieler
- Díaz Martínez, Domingo (* 1948), mexikanischer Geistlicher, römisch-katholischer Erzbischof von Tulancingo
- Díaz Maynard, Daniel (1933–2007), uruguayischer Politiker
- Díaz Merchán, Gabino (1926–2022), spanischer römisch-katholischer Geistlicher, Erzbischof von Oviedo
- Díaz Mirón, Salvador (1853–1928), mexikanischer Dichter
- Díaz Morales, Ignacio (1905–1992), mexikanischer Architekt und Bauingenieur
- Díaz Muñoz, Daniel (* 1948), chilenischer Fußballspieler

#### Diaz O
- Díaz Ordaz, Gustavo (1911–1979), mexikanischer Politiker, Präsident von Mexiko

#### Diaz P
- Díaz Peralta, Ramón (* 1932), dominikanischer Pianist und Musikpädagoge
- Díaz Perea, Patricia (* 1984), spanische Triathletin
- Díaz Pérez, Javier (* 1975), spanischer Handballspieler
- Díaz Pérez, Mario (* 1960), mexikanischer Fußballspieler

#### Diaz R
- Díaz Ramírez, Manuel (1888–1962), mexikanischer Politiker und Historiker
- Díaz Ramirez, Marilyn Virdiana (* 1991), mexikanische Fußballspielerin
- Díaz Rivas, Virginia (* 1991), spanische Ruderin
- Díaz Rojas, Agustín, mexikanischer Fußballspieler
- Diaz Ruiz, Juan Gabriel (* 1960), kubanischer Geistlicher und römisch-katholischer Bischof von Matanzas

#### Diaz S
- Díaz Sánchez, Manuel Felipe (* 1955), venezolanischer Geistlicher, Erzbischof von Calabozo
- Díaz Sánchez, Ramiro (* 1934), spanischer Ordensgeistlicher, emeritierter Apostolischer Vikar von Machiques
- Díaz Silva, Lautaro (* 1953), chilenischer Maler und Bildhauer
- Díaz Sotelo, Edmundo (* 1965), mexikanischer Kameramann

#### Diaz T
- Díaz Torres, Daniel (1948–2013), kubanischer Filmregisseur

#### Diaz U
- Díaz Ungría, Adelaida G. de (1913–2003), spanisch-venezolanische Anthropologin

#### Diaz V
- Díaz Vázquez, Gerardo (* 1966), mexikanischer Geistlicher, römisch-katholischer Bischof von Colima
- Díaz Vega, Manuel (* 1954), spanischer Fußballschiedsrichter
- Díaz Viana, Luis (* 1951), spanischer Anthropologe, Philologe und Schriftsteller
- Díaz Villanueva, Fernando (* 1973), spanischer Journalist

#### Diaz Y
- Díaz y Barreto, Pascual (1876–1936), mexikanischer Ordensgeistlicher, römisch-katholischer Erzbischof von Mexiko-Stadt
- Díaz y de Ovando, Clementina (1916–2012), mexikanische Autorin
- Díaz y Montes, Francisco de Paula (1833–1891), mexikanischer Geistlicher, Bischof von Colima
- Díaz y Pérez Duarte, Alejandro (* 1945), mexikanischer Botschafter

#### Diaz,
- Díaz, Adolfo (1875–1964), nicaraguanischer Präsident
- Díaz, Adrián (* 1990), spanischer Eistänzer
- Díaz, Adriana (* 2000), puerto-ricanische Tischtennisspielerin
- Díaz, Aldo (* 1975), uruguayischer Fußballspieler
- Díaz, Alirio (1923–2016), venezolanischer klassischer Gitarrist
- Diaz, Alyssa (* 1985), US-amerikanische SchauspielerinAlyssa Diaz (* 1985)

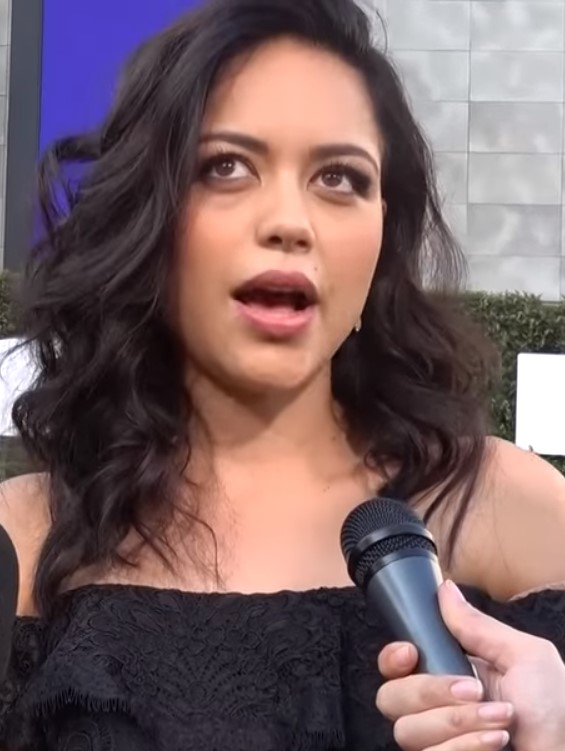
Alyssa Diaz (* 1985)

- Díaz, Andrés (* 1964), US-amerikanischer Cellist und Musikpädagoge
- Díaz, Andrés (* 1984), kolumbianischer Straßenradrennfahrer
- Díaz, Andrés (* 1995), chilenischer Fußballspieler
- Díaz, Andrés Manuel (* 1969), spanischer Mittelstreckenläufer
- Díaz, Andy (* 1995), kubanisch-italienischer Leichtathlet
- Díaz, Ángel (1928–1998), argentinischer Tangosänger
- Díaz, Antonio, uruguayischer Straßenradrennfahrer
- Díaz, Antonio (* 2000), chilenischer Fußballspieler
- Diaz, Armando (1861–1928), italienischer Generalstabschef
- Díaz, Bertha (1936–2019), kubanische Hürdenläuferin, Sprinterin und Weitspringerin
- Díaz, Bladimir (* 1992), kolumbianischer Fußballspieler
- Díaz, Brahim (* 1999), marokkanisch-spanischer Fußballspieler
- Diaz, Cameron (* 1972), US-amerikanische Schauspielerin und SynchronsprecherinCameron Diaz (* 1972)

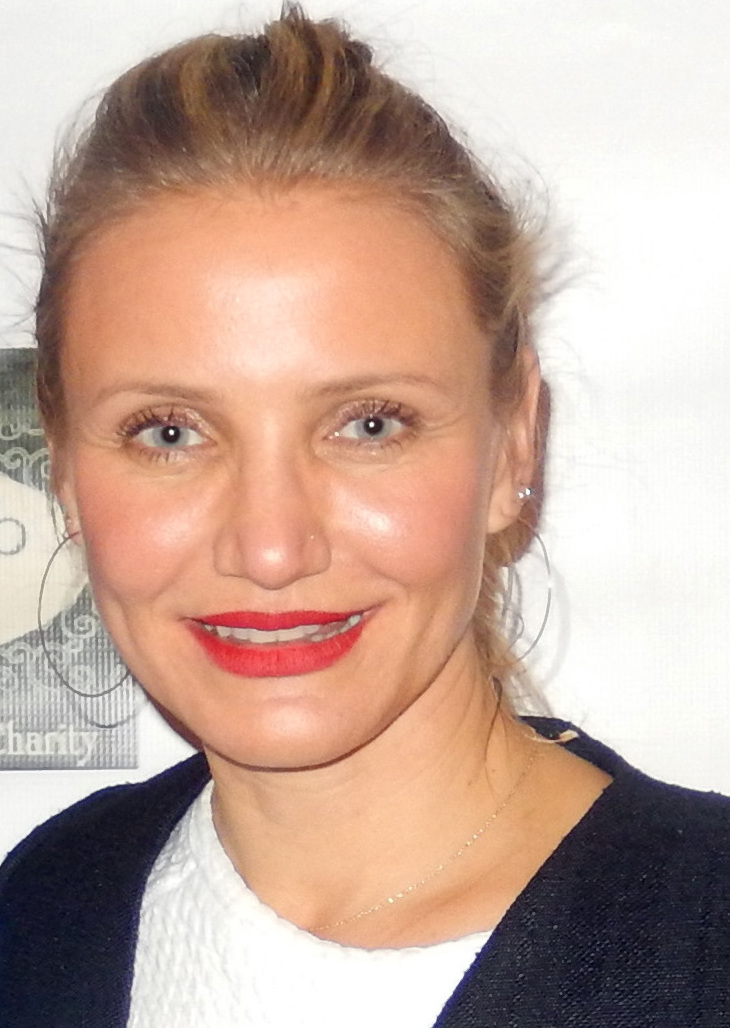
Cameron Diaz (* 1972)

- Díaz, Carla (* 1998), spanische Schauspielerin
- Díaz, Carlos (1930–2002), kubanischer Sänger
- Díaz, Carlos (* 1945), chilenischer Fußballspieler
- Díaz, Carlos (* 1979), uruguayischer Fußballspieler
- Díaz, Carlos (* 1993), chilenischer Mittel- und Langstreckenläufer
- Díaz, Claudina (* 2001), mexikanische Hochspringerin
- Díaz, Cristián (* 1986), argentinischer Fußballspieler
- Díaz, Damián (* 1986), argentinischer Fußballspieler
- Díaz, Daniel (* 1989), argentinischer Straßenradrennfahrer
- Díaz, Daniel Alberto (* 1979), argentinischer Fußballspieler
- Diaz, Daniela (* 1982), Schweizer Eishockeyspielerin und -trainerin
- Díaz, Darío (* 1981), argentinischer Radrennfahrer
- Díaz, David (* 1976), US-amerikanischer Boxer
- Diaz, David Clay (* 1989), paraguayischer Filmregisseur und Drehbuchautor
- Díaz, Delia, uruguayische Leichtathletin
- Díaz, Diomedes (1957–2013), kolumbianischer Sänger und Komponist
- Díaz, Edwin (* 1994), puerto-ricanischer Baseballspieler
- Díaz, Elaine, kubanische Musikerin
- Díaz, Elías Mauricio (* 1994), kolumbianischer Hammerwerfer
- Díaz, Emiliano (* 1990), uruguayischer Fußballspieler
- Díaz, Enrique, chilenischer Jazz-Bassist
- Diaz, Ernesto (* 1981), andorranischer Tennisspieler
- Díaz, Eusebio (1901–1959), paraguayischer Fußballspieler
- Díaz, Fabricio (* 2003), uruguayischer Fußballspieler
- Díaz, Farid (* 1983), kolumbianischer Fußballspieler
- Díaz, Federico (* 1990), argentinischer Badmintonspieler
- Díaz, Felipe (* 1983), chilenischer Fußballspieler
- Díaz, Félix (1927–2004), argentinischer Fußballspieler
- Díaz, Félix (* 1983), dominikanischer Boxer
- Díaz, Fernando (1903–1981), argentinischer Tangosänger
- Díaz, Fernando (* 1961), chilenischer Fußballspieler
- Diaz, Gamaliel (* 1981), mexikanischer Boxer
- Díaz, Germán (* 1978), spanischer Komponist und Musiker
- Díaz, Giovanni (* 1994), paraguayischer Speerwerfer
- Díaz, Gonzalo (* 1947), chilenischer Konzept- und Installationskünstler
- Díaz, Gonzalo (* 1966), uruguayischer Fußballspieler
- Díaz, Guillermo (1926–2021), chilenischer Fußballspieler
- Díaz, Guillermo (1930–1997), chilenischer Fußballspieler
- Díaz, Guillermo (* 1975), US-amerikanischer Filmschauspieler kubanischer HerkunftGuillermo Díaz (* 1975)

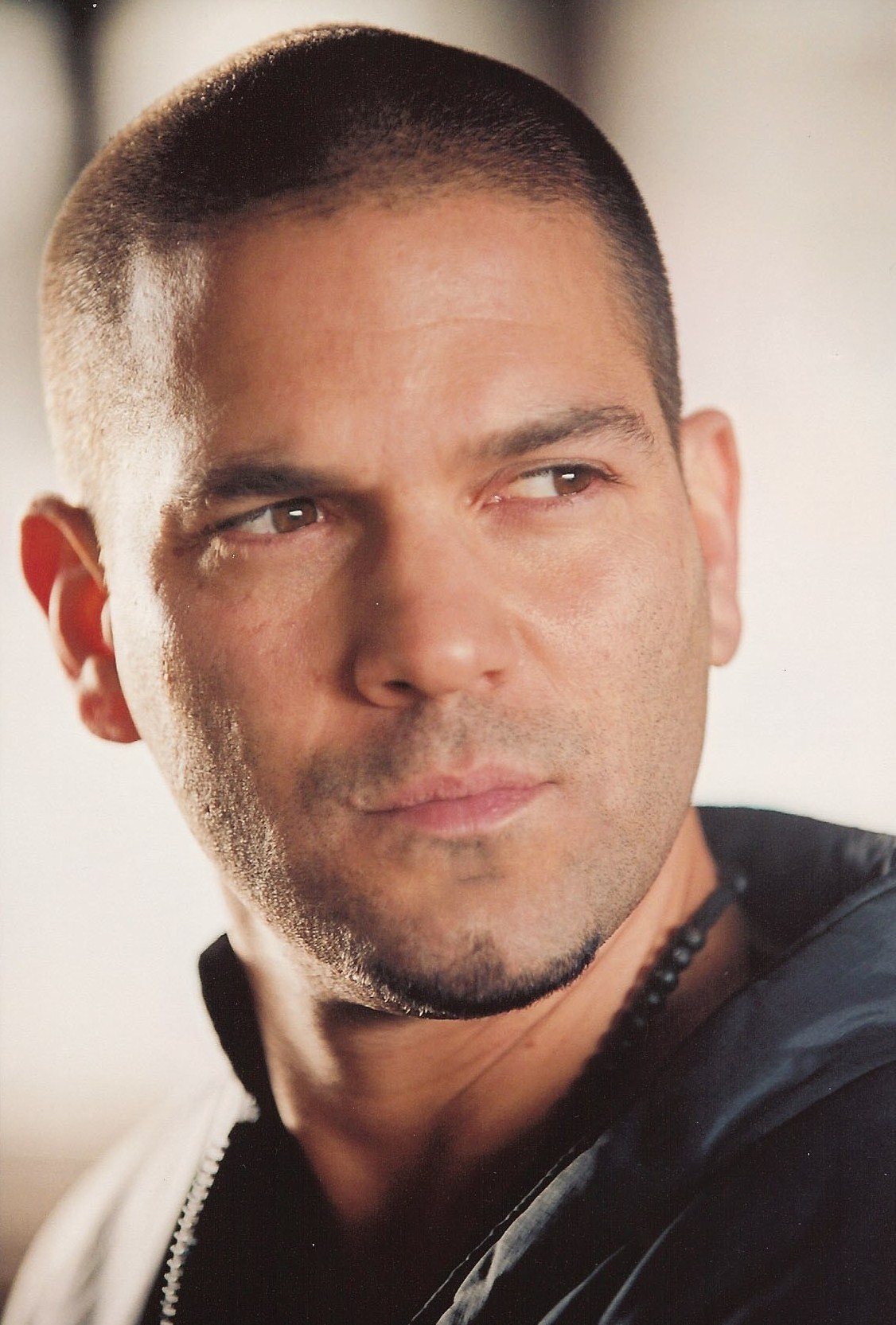
Guillermo Díaz (* 1975)

- Díaz, Guillermo (* 1994), chilenischer Fußballspieler
- Díaz, Héctor (* 1956), chilenischer Fußballspieler
- Díaz, Héctor J. (1910–1950), dominikanischer Schriftsteller und Komponist
- Díaz, Heriberto (* 1942), mexikanischer Radrennfahrer
- Díaz, Hernán (* 1973), argentinischer Schriftsteller in den USAHernán Díaz (* 1973)

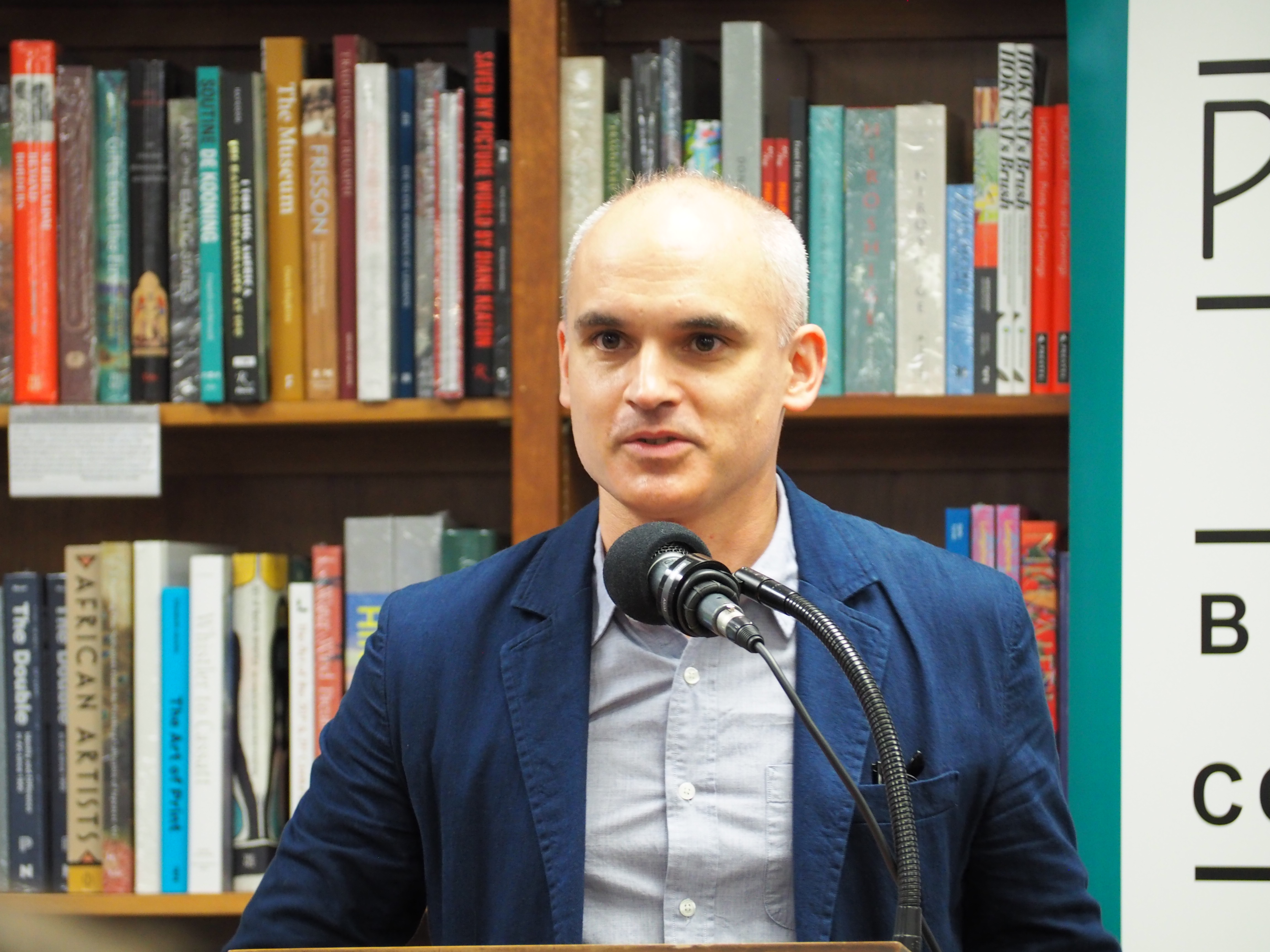
Hernán Díaz (* 1973)

- Diaz, Hidilyn (* 1991), philippinische Gewichtheberin
- Díaz, Hugo (1927–1977), argentinischer Mundharmonikaspieler
- Díaz, Hugo (* 1987), chilenischer Fußballspieler
- Díaz, Isaac (* 1990), chilenischer Fußballspieler
- Díaz, Isidoro (* 1938), mexikanischer Fußballspieler
- Díaz, Ismael (* 1997), panamaischer Fußballspieler
- Díaz, Ítalo (* 1971), chilenischer Fußballspieler
- Díaz, Ivo (* 1972), kubanisch-ungarischer Handballspieler
- Díaz, Jacqueline (* 1964), chilenische Tischtennisspielerin
- Díaz, Jairo (* 1945), kolumbianischer Radrennfahrer
- Díaz, Jesús (1941–2002), kubanischer Schriftsteller
- Díaz, Joan (* 1967), spanischer Jazzmusiker (Piano, Komposition)
- Díaz, Joaquín (* 1964), deutsch-spanischer Diplom-Bauingenieur
- Diaz, Joaquin Basilio (1920–1978), puerto-ricanisch-US-amerikanischer Mathematiker
- Díaz, Joel (* 1973), mexikanisch-US-amerikanischer Boxer und Trainer
- Diaz, Johnny Rey, US-amerikanischer Schauspieler, Filmproduzent und Filmregisseur
- Díaz, Jordan (* 2001), kubanisch-spanischer LeichtathletJordan Díaz (* 2001)

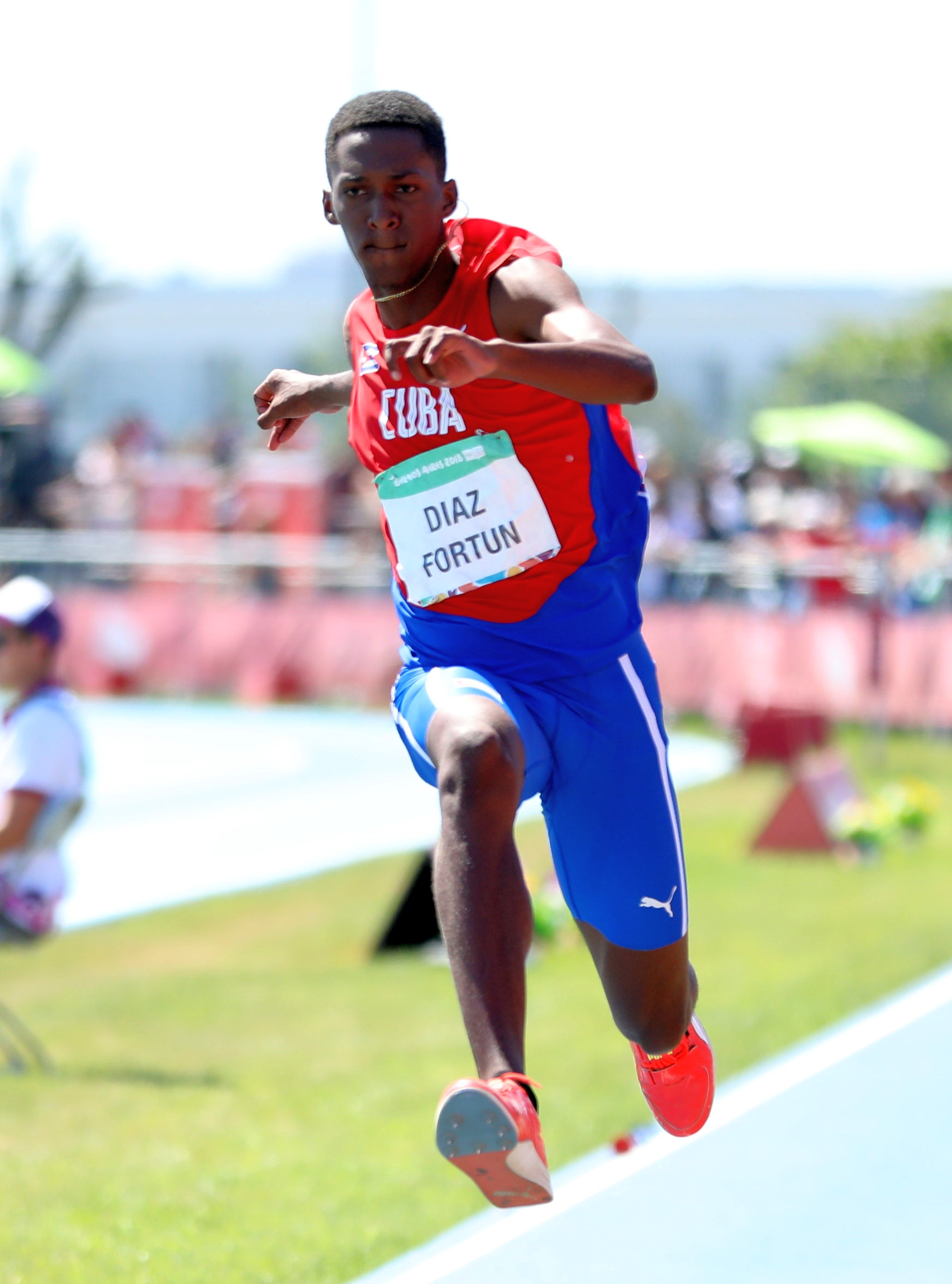
Jordan Díaz (* 2001)

- Díaz, Jorge (1930–2007), chilenisch-spanischer Dramatiker
- Díaz, José († 1942), spanischer Gewerkschafter und Politiker
- Díaz, José Antonio (* 1960), argentinischer Geistlicher, römisch-katholischer Bischof von Concepción
- Díaz, José Eduvigis (1833–1867), General Paraguays
- Díaz, José Guadalupe (* 1954), mexikanischer Fußballspieler und -trainer
- Díaz, José Luis (* 1974), argentinischer Fußballspieler
- Díaz, José Manuel (* 1995), spanischer Radrennfahrer
- Diaz, Joseph (* 1992), US-amerikanischer Boxer
- Díaz, Juan († 1546), spanischer Humanist, Philologe und Protestant
- Díaz, Juan (* 1983), mexikanischer Boxer
- Díaz, Juan Manuel (* 1987), uruguayischer Fußballspieler
- Díaz, Julio (* 1979), mexikanischer Boxer
- Díaz, Júnior (* 1983), costa-ricanischer Fußballspieler
- Díaz, Junot (* 1968), US-amerikanisch-dominikanischer Schriftsteller und Professor am Massachusetts Institute of Technology (MIT)
- Díaz, Karen (* 1984), mexikanische Fußballschiedsrichterassistentin
- Diaz, Ken, Maskenbildner und Spezialeffektkünstler
- Diaz, Lav (* 1958), philippinischer Filmregisseur
- Díaz, Leandro (1928–2013), kolumbianischer Vallenato-Komponist
- Díaz, Leandro (* 1990), uruguayischer Fußballspieler
- Díaz, Lisa-Kaindé (* 1994), kubanische Musikerin
- Díaz, Luis (1893–1978), argentinischer Opern- und Tangosänger, Schauspieler und Tangodichter
- Díaz, Luis (* 1939), guatemaltekischer Maler, Grafiker, Bildhauer und Architekt
- Díaz, Luis (* 1942), kubanischer Son-Sänger und Komponist
- Díaz, Luis (1945–2021), kolumbianischer Radsportler
- Diaz, Luis (* 1957), US-amerikanischer Perkussionist und Musikpädagoge
- Díaz, Luis (* 1977), mexikanischer Automobilrennfahrer
- Díaz, Luis (* 1997), kolumbianischer FußballspielerLuis Díaz (* 1997)

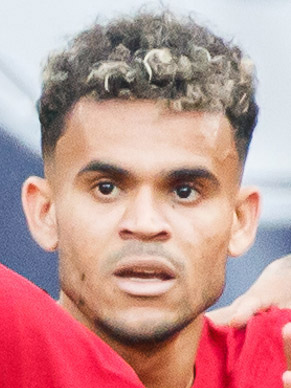
Luis Díaz (* 1997)

- Díaz, Luis M. (* 1972), kubanischer Herpetologe
- Díaz, Luis Manuel (* 1965), mexikanischer Fußballspieler
- Diaz, Malin (* 1994), schwedische Fußballspielerin
- Diaz, Manny (* 1954), US-amerikanischer Politiker
- Díaz, Manuel (1874–1929), kubanischer Fechter
- Díaz, Marcelo (* 1986), chilenischer Fußballspieler
- Díaz, Mari Cruz (* 1969), spanische Geherin
- Díaz, María (* 1968), dominikanische Akkordeonistin und Sängerin
- Díaz, María del Carmen (* 1970), mexikanische Langstreckenläuferin
- Díaz, Mariano (1939–2014), spanischer Radrennfahrer
- Díaz, Mario (* 1999), kubanischer Diskuswerfer
- Díaz, Martín (* 1988), uruguayischer Fußballspieler
- Díaz, Maximiliano (* 1988), argentinischer Leichtathlet
- Díaz, Melchior († 1541), spanischer Entdecker
- Diaz, Melonie (* 1984), US-amerikanische Schauspielerin
- Diaz, Mercedes Jadea (* 2000), deutsche KinderdarstellerinMercedes Jadea Diaz (* 2000)

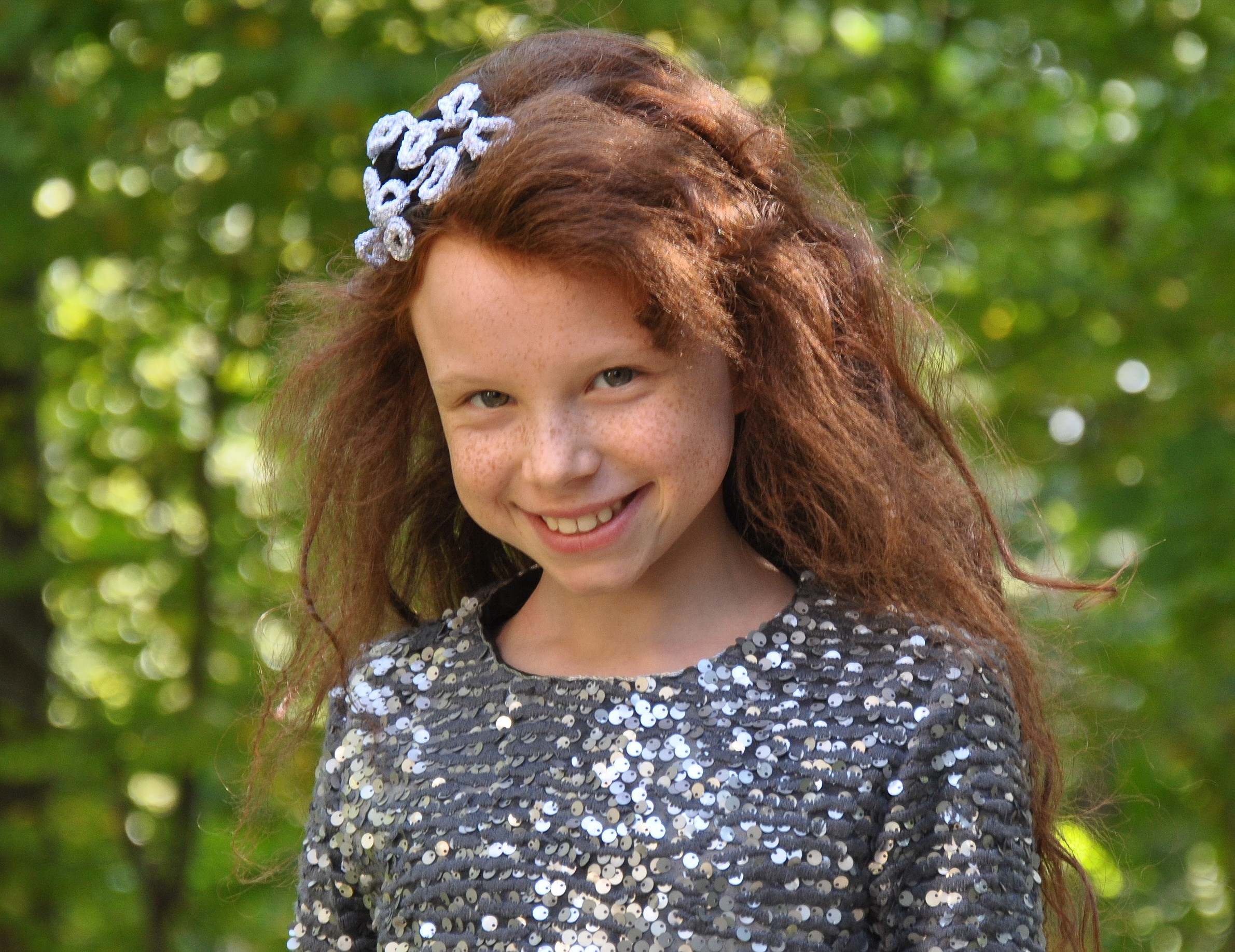
Mercedes Jadea Diaz (* 2000)

- Díaz, Micaela (* 1999), argentinische Schauspielerin, Sängerin und Tänzerin
- Díaz, Miguel († 1514), spanischer Entdecker
- Diaz, Miguel (* 1938), argentinischer Boxer, Boxtrainer, Co-Trainer und Cutman
- Díaz, Miguel Angá (1961–2006), kubanischer Perkussionist und Congaspieler
- Díaz, Millie (* 2003), uruguayische Hürdenläuferin
- Díaz, Minor (* 1980), costa-ricanischer Fußballspieler
- Díaz, Nahiara (* 2004), argentinische Skilangläuferin
- Díaz, Naomi (* 1994), kubanische Musikerin
- Diaz, Nate (* 1985), US-amerikanischer MMA-Sportler bei der UFCNate Diaz (* 1985)

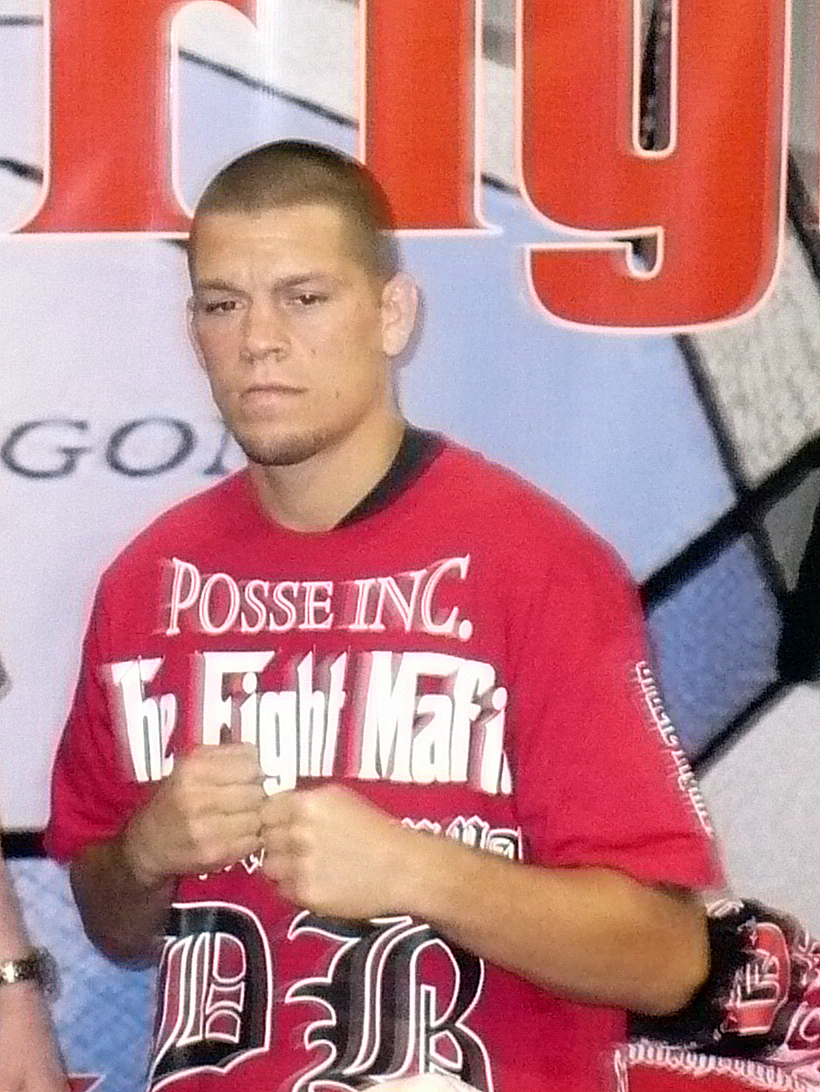
Nate Diaz (* 1985)

- Díaz, Nelson (1942–2018), uruguayischer Fußballspieler
- Diaz, Nick (* 1983), US-amerikanischer MMA-Kämpfer
- Díaz, Nicolás (* 1999), chilenischer Fußballspieler
- Díaz, Osvaldo (1931–2012), chilenischer Fußballspieler
- Díaz, Patrocinio (1905–1969), argentinische Folk- und Tangosängerin
- Díaz, Paulo (* 1994), chilenischer Fußballspieler
- Díaz, Pedro (Architekt) (1923–2011), mexikanischer Architekt
- Díaz, Pedro Antonio (1852–1919), Staatspräsident von Panama
- Diaz, Pio (* 1973), argentinischer Künstler
- Díaz, Poli (* 1967), spanischer Boxsportler (Leichtgewicht)
- Díaz, Porfirio (1830–1915), mexikanischer Präsident, General und PolitikerPorfirio Díaz (1830–1915)

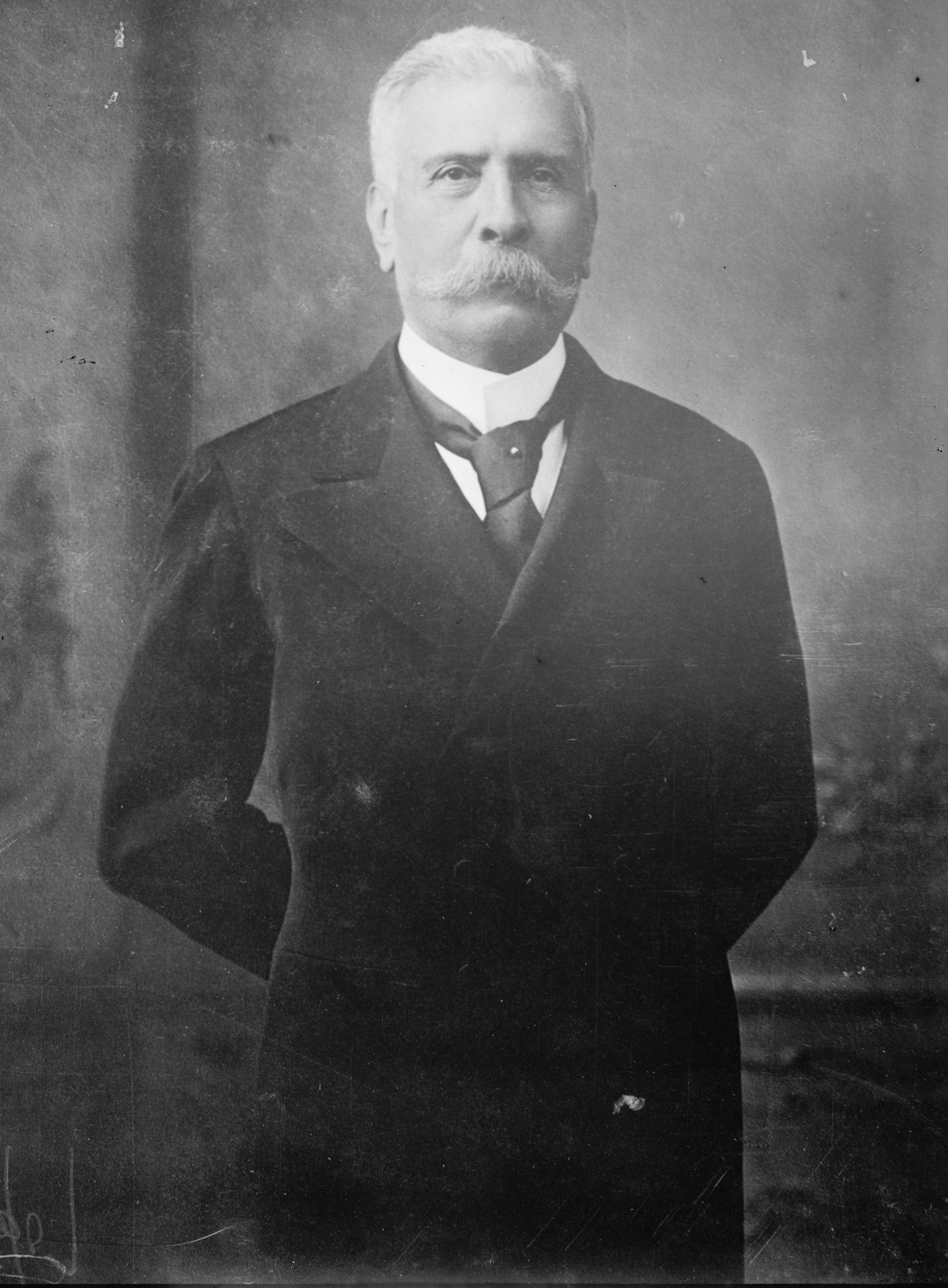
Porfirio Díaz (1830–1915)

- Díaz, Porfirio (1912–1993), chilenischer Akkordeonist, Bandoneonist, Bandleader und Komponist
- Díaz, Ramón (* 1959), argentinischer Fußballspieler und -trainer
- Diaz, Raphael (* 1986), Schweizer Eishockeyspieler
- Díaz, René (* 2001), mexikanischer Eishockeyspieler
- Díaz, Ricardo (* 1937), chilenischer Fußballspieler
- Díaz, Roberto (1900–1961), argentinischer Tangosänger und -komponist
- Díaz, Roberto (* 1976), spanischer Fußballschiedsrichterassistent
- Díaz, Rodrigo Gastón (* 1995), uruguayischer Fußballspieler
- Díaz, Roxana (* 1981), kubanische Sprinterin
- Díaz, Rubén Toribio (* 1952), peruanischer Fußballspieler
- Diaz, Rudy (1918–2006), US-amerikanischer Schauspieler
- Díaz, Sandra Myrna (* 1961), argentinische Biologin und Expertin für Biodiversität
- Díaz, Sergio (* 1962), argentinischer Fußballspieler
- Díaz, Sergio (* 1969), mexikanischer Sounddesigner und Filmkomponist
- Díaz, Simón (1928–2014), venezolanischer Komponist und Sänger, Comedian, Schauspieler und Fernsehmoderator
- Diaz, Sully (* 1960), US-amerikanische Schauspielerin und Sängerin
- Díaz, Susana (* 1974), spanische Politikerin
- Díaz, Tevo (* 1972), chilenischer Dokumentarfilmer, Kameramann und Filmproduzent
- Díaz, Tulio (* 1960), kubanischer Florettfechter
- Díaz, Urselia (1939–1957), kubanische Terroristin
- Diaz, Vanessa Velemir (* 2001), deutsche Schauspielerin
- Díaz, Ventura (* 1937), spanischer Radrennfahrer
- Diaz, Vic (1932–2006), philippinischer Schauspieler
- Díaz, Vimarest (* 1996), venezolanisch-dominikanische Fußballspielerin und Fußballschiedsrichterin
- Díaz, Washington (* 1954), uruguayischer Radsportler
- Díaz, Yamila (* 1976), argentinisches Model
- Díaz, Yolanda (* 1971), spanische Politikerin
- Díaz, Zoe (* 2006), argentinische Hockeyspielerin

#### Diaz-

##### Diaz-A
- Díaz-Alejandro, Carlos Federico (1937–1985), kubanisch-US-amerikanischer Ökonom

##### Diaz-B
- Diaz-Balart, Lincoln (1954–2025), kubanoamerikanischer Politiker und Rechtsanwalt
- Diaz-Balart, Mario (* 1961), US-amerikanischer Politiker der Republikanischen Partei
- Díaz-Balart, Mirta (1928–2024), erste Ehefrau von Fidel Castro und die Mutter seines Sohnes Fidel Castro Díaz-Balart
- Diaz-Balart, Rafael (1926–2005), kubanischer Politiker unter Batista, Exilkubaner
- Diaz-Bone, Rainer (* 1966), deutscher Soziologe

##### Diaz-C
- Díaz-Canel, Miguel (* 1960), kubanischer Politiker und Vizepräsident des MinisterratsMiguel Díaz-Canel (* 1960)

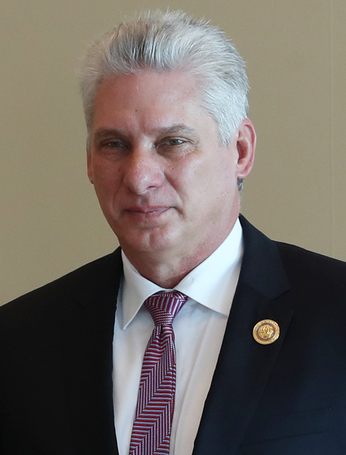
Miguel Díaz-Canel (* 1960)

##### Diaz-J
- Díaz-Jerez, Gustavo (* 1970), spanischer Pianist und Komponist

##### Diaz-M
- Díaz-Miguel, Antonio (1933–2000), spanischer Basketballspieler und -trainer

##### Diaz-O
- Díaz-Oliva, Mariana (* 1976), argentinische Tennisspielerin

##### Diaz-P
- Díaz-Pizarro, Francisco (* 1977), spanischer Poolbillardspieler
- Díaz-Plaja, Guillermo (1909–1984), spanischer Essayist, Dichter, Literaturkritiker und Historiker der spanischen Literatur

##### Diaz-R
- Díaz-Rullo, Jorge (* 1999), spanischer Sportkletterer